# Storia del Regno d'Italia (1861-1946)

Bandiera nazionale del Regno d'Italia dal 1861 al 1946

La storia del Regno d'Italia ha inizio nel 1861 con la sua proclamazione e termina nel 1946 con la nascita della Repubblica Italiana.

## L'unificazione italiana (1848-1861)

### Il risorgimento
Alla Rivoluzione francese e agli eventi occorsi nel contesto dell'Età napoleonica vanno attribuiti gli inizi della questione nazionale italiana e il risveglio politico che fu premessa alla sua discussione. Nel periodo della Restaurazione, le inquietudini degli intellettuali e di una certa parte della nobiltà e della borghesia non erano dirette all'impostazione di un programma di unificazione nazionale, quanto piuttosto ad una serie di istanze liberali e costituzionali. La classe dirigente italiana, che aveva attraversato l'età napoleonica e le sue riforme, era ormai piuttosto sensibile ai temi dell'organizzazione dello Stato, della selezione della pubblica amministrazione, alla codificazione della giustizia. Queste esperienze si sommavano a quelle dell'assolutismo illuminato. Le nuove generazioni, cresciute nella sensibilità romantica e in qualche caso aderenti a società segrete, come la Carboneria, erano latrici di istanze più radicali, di stampo democratico. Tali istanze, però, erano poco circostanziate, perché provenivano da sezioni della società con scarsa disponibilità economica e quindi minore capacità di aggiornamento culturale. Tale radicalismo riusciva a penetrare la piccola e media borghesia dei centri urbani, mentre nelle campagne era assai attivo il filtro operato dal clero e dai notabili.

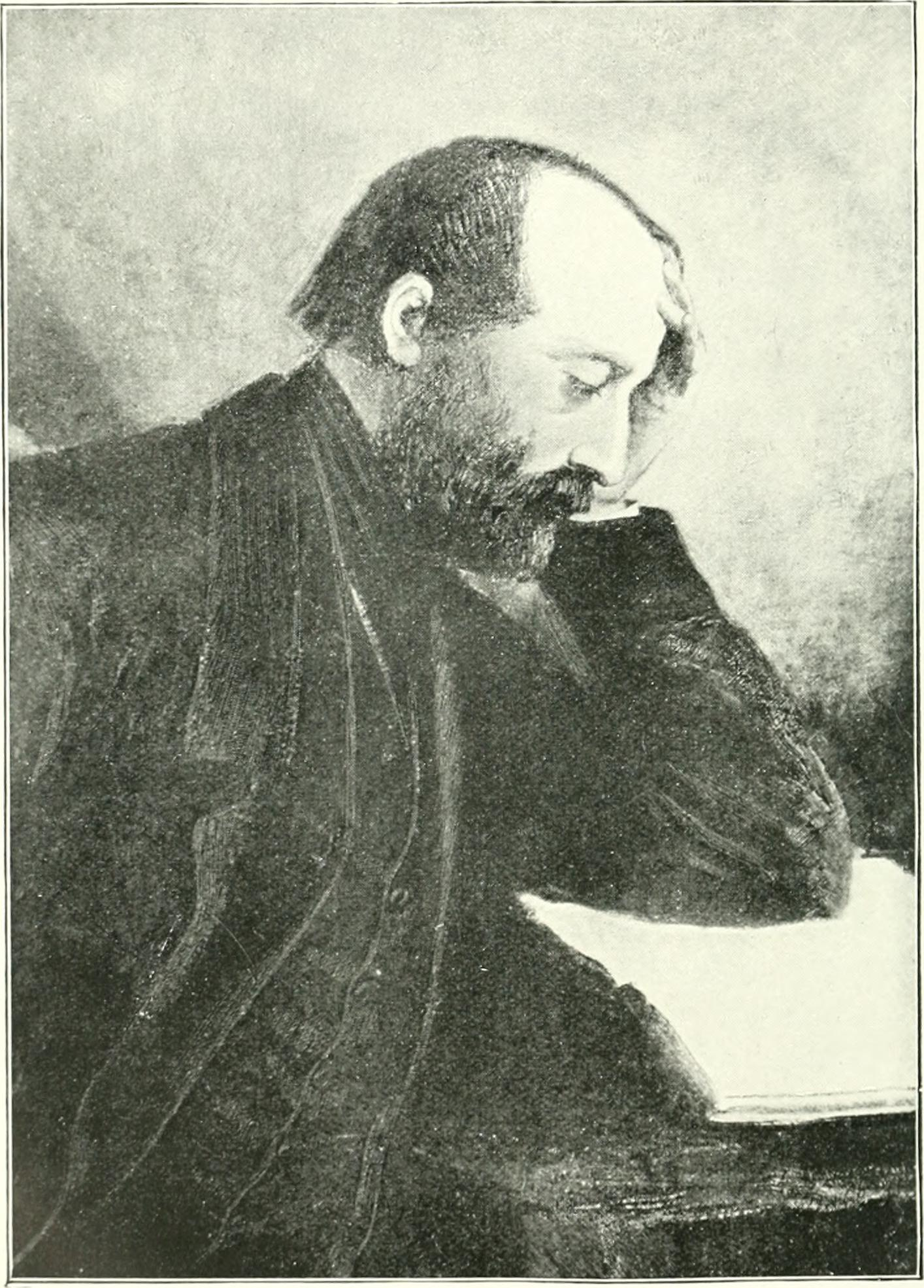
Giuseppe Mazzini

Il tema dell'unificazione fu esplicitamente posto da Giuseppe Mazzini (1805-1872) negli anni trenta. L'organizzazione Giovane Italia, da lui fondata, rappresentava un superamento della dimensione settaria espressa dalle precedenti organizzazioni segrete, profilandosi quasi come un partito democratico e repubblicano. L'operato di Mazzini ebbe scarso impatto sul piano numerico, ma assai forte sul piano simbolico. Agli inizi degli anni quaranta, la prospettiva di unificazione nazionale appariva irrealistica, tanto che Cesare Balbo la giudicava, nel 1843, una "puerilità, sogno tutt'al più da scolaruzzi di retorica, da poeti dozzinali, da politici di bottega". Un obbiettivo ritenuto realistico era una confederazione o federazione di Stati. I liberali moderati avevano in genere un atteggiamento più pragmatico, teso a trovare soluzioni di compromesso con gli enti statuali ospitati dalla penisola. Essi erano peraltro assai sensibili al tema economico e prospettavano un ampliamento del mercato, analogamente a quanto accadeva con lo Zollverein tedesco. A differenza del processo unitario tedesco, in Italia il contributo dei democratici fu assai significativo, anche se minoritario negli esiti. Le azioni di parte democratica furono anzi spesso di tale portata che in molti casi "obbligarono il recalcitrante Stato piemontese a spingersi ben oltre le proprie reali intenzioni". Il processo unitario italiano va dunque letto come la somma di istanze in parte inconciliabili, quelle del "partito dell'ordine" e quelle del "partito d'azione".
L'elezione al soglio pontificio di Pio IX, con le sue riforme, consentì la circolazione di istanze patriottiche e liberali anche nelle campagne e fra il clero, ma la frammentazione della società italiana confinò la questione nazionale ai centri urbani e ai ceti colti.

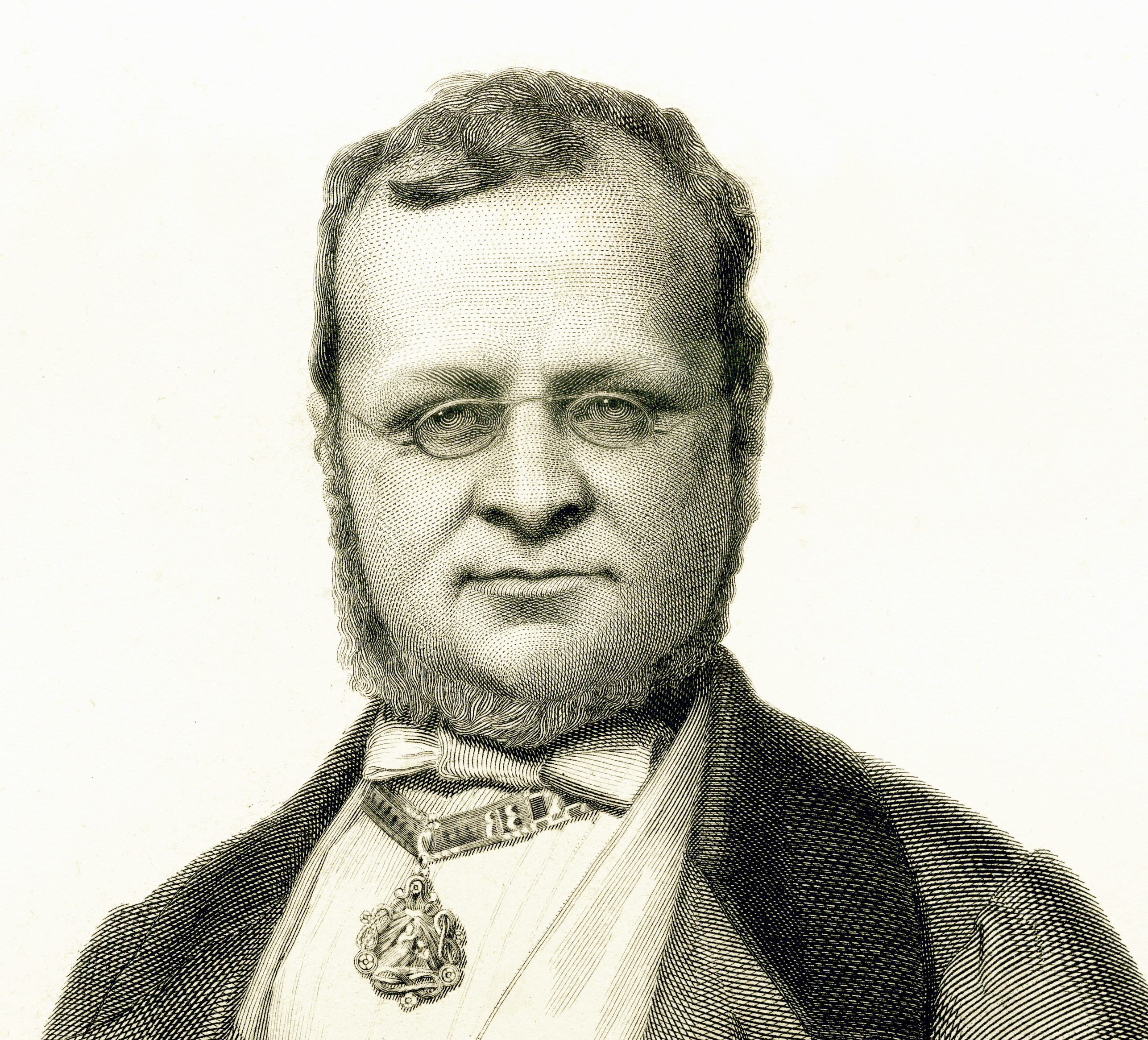
Camillo Benso

Una base di consenso tra i diversi fronti politici italiani si fondava su due elementi: il superamento dell'assolutismo e l'indipendenza dallo straniero. Determinante fu lo scoppio di un'insurrezione anti-austriaca a Milano (le Cinque giornate, 18-22 marzo 1848), con l'intervento del re sabaudo Carlo Alberto. La guerra contro l'Austria (Prima guerra d'indipendenza italiana), che vide per breve tempo la partecipazione dello Stato Pontificio e del Regno delle Due Sicilie, mise allo scoperto la fragilità del fronte moderato e neoguelfo. Carlo Alberto fu sconfitto nella battaglia di Custoza e poi nella battaglia di Novara, e dovette abdicare in favore di Vittorio Emanuele II. Di fronte a questi fallimenti, Mazzini rientrò dall'esilio e contribuì alla formazione dell'effimera Repubblica Romana, che pure ebbe alto valore simbolico, come anche la vigorosa resistenza della neo-costituita Repubblica di San Marco. Il nuovo re decise comunque di mantenere il regime costituzionale. La libertà di stampa e di opinione garantita dal Regno fece sì che a Torino confluissero molti patrioti perseguitati dopo il '48. Il Piemonte, prima con Massimo D'Azeglio, poi con Camillo Benso, conte di Cavour, si affermò come l'unico Stato italiano capace di contrastare la dominazione austriaca, nonché esempio di progresso economico e civile. Come nota Rosario Romeo, la politica cavouriana riuscì ad avvicinare anche "quei ceti della minore borghesia di piccoli proprietari e imprenditori, di fittavoli, mezzadri e professionisti, che finora erano rimasti diffidenti e ostili davanti all'aristocratico progressismo dei moderati".
Inizialmente, Cavour era orientato a nient'altro che l'espansione del Regno di Sardegna nel settentrione. Pur se rappresentante, nello schema storiografico, della ragion di stato, in opposizione agli ideali democratici e popolari di Mazzini, in realtà Cavour seppe leggere con duttilità il dipanarsi degli eventi, non esitando ad intervenire fattivamente quando si trattò di invadere il Regno di Napoli. Cavour e Mazzini, pur se inconciliabili sul piano ideologico, furono entrambi determinanti nel promuovere il processo unitario. Un passaggio fondamentale fu la partecipazione del Regno di Sardegna alla Guerra di Crimea: Cavour ottenne di porre all'attenzione del consesso internazionale la questione nazionale italiana (Congresso di Parigi del 1856). A Parigi, Cavour poté registrare la benevolenza o almeno la tollerenza con cui Regno Unito e Francia guardavano ai liberali italiani, nonché l'ostilità verso i Borbone di Napoli e il loro Regno delle Due Sicilie, percepito come retrogrado, in particolare da William Gladstone, e indicato da Cavour come causa diretta di instabilità e dei pericoli rivoluzionari.

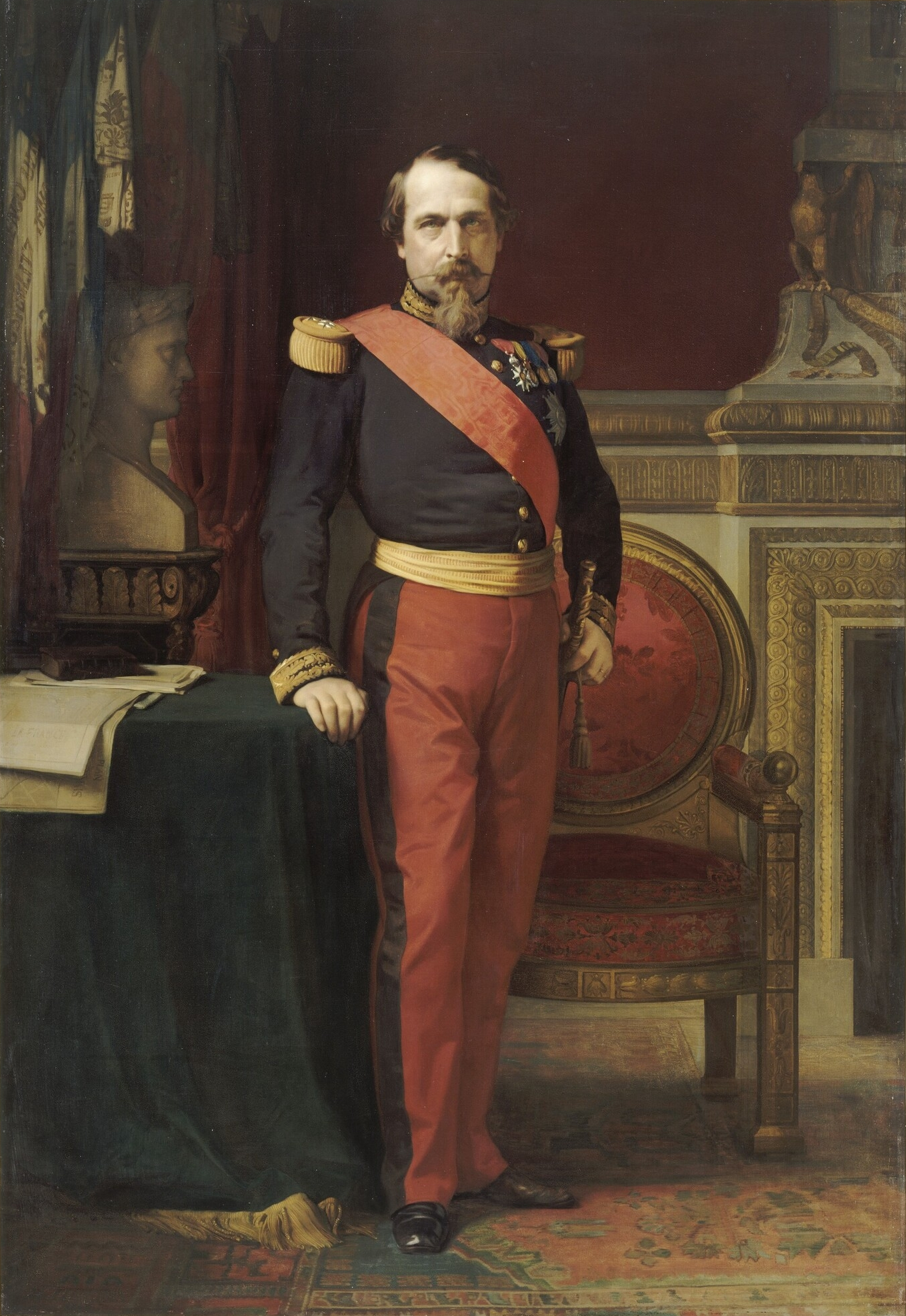
Napoleone III

Dopo l'attentato di Felice Orsini (14 gennaio 1858), Cavour riuscì anche ad ottenere l'appoggio di Napoleone III in una eventuale guerra dichiarata dall'Austria. Il 20 luglio 1858, Cavour e Napoleone III si incontrarono segretamente a Plombières e stilarono i termini di una soluzione della questione italiana; tali "accordi di Plombières" prevedevano la creazione di tre regni, uno al settentrione, comprendente Piemonte, Lombardia, Veneto, Emilia e Romagna, sotto i Savoia; un regno dell'Italia centrale da affidare ad un principe francese (Gerolamo Napoleone, nelle speranze dell'imperatore francese); un regno meridionale, che Napoleone avrebbe volentieri affidato ad un figlio di Joachim Murat. Una manovra diplomatico-militare (con l'ultimatum austriaco del 23 aprile 1859) consentì a Cavour di scatenare la Seconda guerra d'indipendenza italiana. I franco-piemontesi vinsero la battaglia di Magenta e già l'Italia centrale, dalla Toscana all'Umbria, si era sollevata, spingendo Napoleone III a firmare l'armistizio di Villafranca. Solo la Lombardia fu ceduta al Regno di Sardegna e Cavour si dimise.
Con il ritiro unilaterale di Napoleone III, la Toscana, Parma e Modena dovevano riaccogliere le autorità legittime di cui si erano liberate. I governi provvisori dell'Italia centrale, che avevano nel frattempo organizzato un proprio esercito, comandato da Giuseppe Garibaldi e Manfredo Fanti, vennero però spinti da Bettino Ricasoli e chiedere l'annessione al Piemonte. Napoleone III non era in grado di intervenire. Gran Bretagna e Prussia vedevano di buon occhio il formarsi di uno Stato italiano capace di sottrarsi all'influenza francese. Nel marzo 1860, Cavour tornò al governo, su pressioni britanniche e francesi, e contro il desiderio di Vittorio Emanuele. Si prospettò la soluzione dei plebisciti risorgimentali in Toscana ed Emilia, di cui Napoleone III accettò l'esito; alla Francia furono cedute, anche qui con lo strumento del plebiscito, Nizza e Savoia.

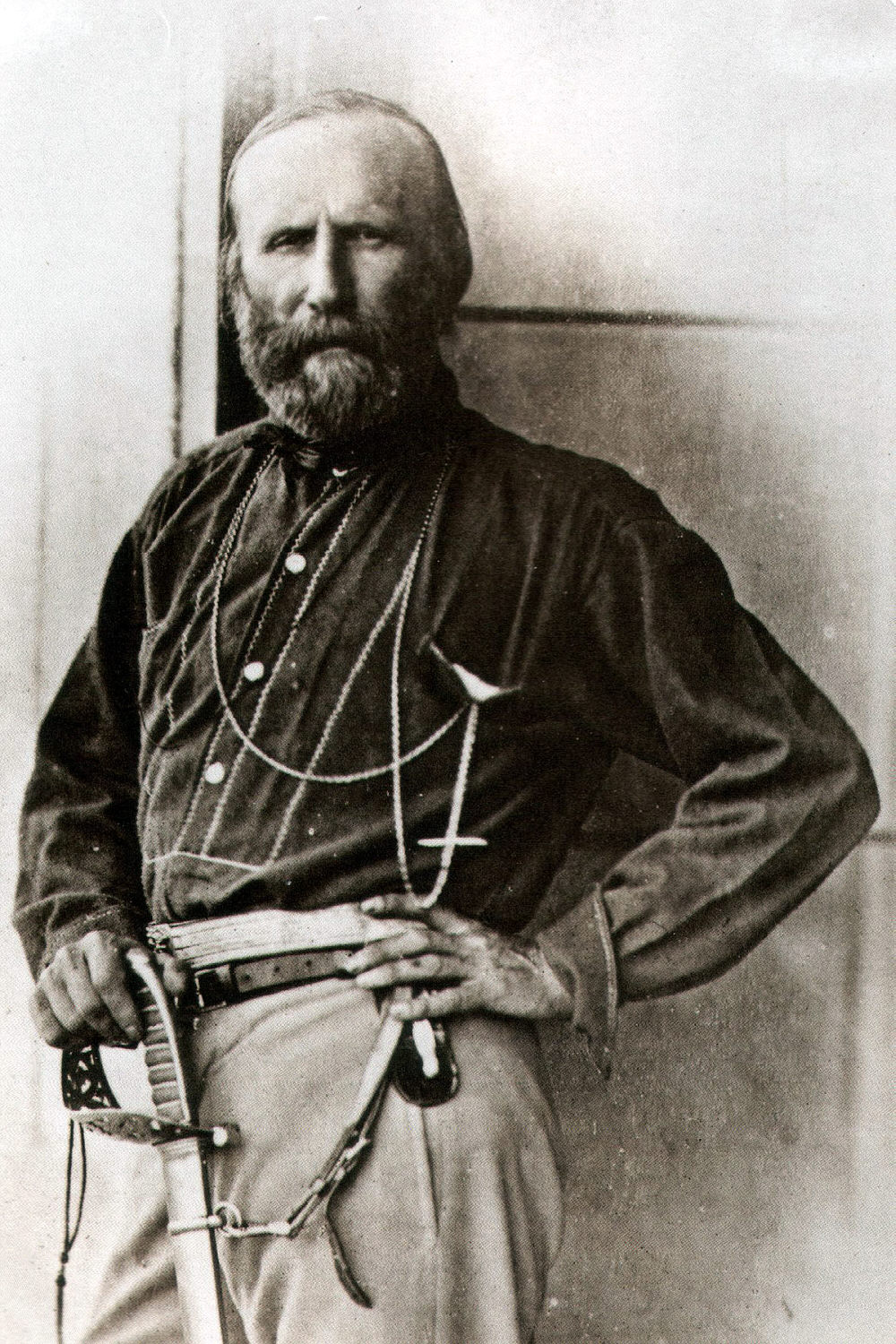
Giuseppe Garibaldi fotografato da Gustave Le Gray a Palermo nel 1860

Dopo Villafranca, gli agitatori mazziniani concentrarono la propria azione al sud, soprattutto attraverso l'operato di Rosolino Pilo e Francesco Crispi. Dopo la rivolta di Palermo dell'aprile 1860 ("Rivolta della Gancia"), il Partito d'Azione convinse Garibaldi a condurre un esercito di un migliaio di volontari in Sicilia. L'iniziativa democratica ebbe dunque un'ulteriore importante affermazione: tra il 5 e il 6 marzo 1860, partì da Quarto (Genova), la cosiddetta Spedizione dei Mille, alla volta della Sicilia. Garibaldi, a capo della spedizione, sbarcò a Marsala, assunse la dittatura dell'isola in nome di Vittorio Emanuele, sconfisse in più scontri l'Esercito delle Due Sicilie, passò lo Stretto di Messina e ai primi di settembre era già alle porte di Napoli, capitale del regno borbonico.
La Spedizione dei Mille ottenne la "segreta benevolenza" di Vittorio Emanuele, ma tutta l'ostilità di Cavour e dei moderati. La fulminante iniziativa di marca democratica rischiava di ipotecare l'esito costituzionale del regno a venire e Roma, la cui conquista era ritenuta dai democratici obbiettivo di immediata importanza, poteva diventare motivo per un incidente internazionale. Cavour era peraltro contrario ad un'unificazione completa in tempi stretti: egli avrebbe preferito, almeno per un certo tempo, una soluzione che vedesse i Savoia al nord e i Borbone al sud, in modo da consolidare quanto ottenuto ed evitare eventuali contrasti con le maggiori potenze europee. Giuseppe La Farina, spedito al sud per contrastare i piani democratici, giunse ad organizzare un moto di marca moderata a Napoli prima dell'arrivo dei garibaldini, moto che però fallì.
Le paure di Cavour non erano ingiustificate. Se i democratici avessero conquistato Roma, avrebbero imposto la linea unitaria contro quella annessionista di marca piemontese. Non solo: essi avrebbero anche potuto – in ciò anche incontrando il desiderio di Mazzini – convocare un'assemblea costituente e imprimere all'unificazione un carattere repubblicano e federalistico. I radicali, però, non colsero l'opportunità, decidendo di non appoggiare la rivolta sociale in Sicilia. La spedizione garibaldina, al suo passaggio, era interpretata dai contadini siciliani come occasione di sovvertimento degli ordinamenti tradizionali e aveva infatti sollevato in tutta la Sicilia moti di violenza e di acquisizione delle terre, nelle forme tipiche della rivolta agraria. I radicali settentrionali, però, erano latori di un discorso essenzialmente politico, estraneo a quelle istanze sociali. Pur mettendo in campo misure di alleggerimento fiscale per i più poveri, contrastarono fermamente ogni episodio di jacquerie e appoggiarono notabili, borghesi liberali e aristocratici (in tal senso, i fatti di Bronte sono l'esempio più noto di repressione contadina da parte dei garibaldini).
Il timore che la Francia o l'Austria potessero intervenire per proteggere papa Pio IX e così vanificare quanto già fatto per l'unificazione spinse Cavour ad intervenire. Con il benestare francese, l'esercito piemontese occupò Marche e Umbria. Quando Garibaldi ottenne la sua più grande vittoria (battaglia del Volturno) ai primi di ottobre del 1860, le forze sabaude intervennero nel Regno delle Due Sicilie, mentre Cavour faceva approvare una legge per annettere i nuovi territori. I democratici dovettero rinunciare alla marcia su Roma ed accettare gli immediati plebisciti del 21 ottobre (vedi Plebiscito delle province siciliane del 1860 e Plebiscito delle province napoletane del 1860). Opporsi ai plebisciti avrebbe a quel punto significato per i radicali opporsi all'unificazione. Garibaldi dovette accettare la sconfitta politica: dopo l'incontro di Teano (26 ottobre), si ritirò nei terreni che aveva acquistato nel 1855 a Caprera, isola nel nord della Sardegna. Il 4 novembre furono annesse tramite plebiscito Marche e Umbria.
Con la prima convocazione del Parlamento italiano il 18 febbraio 1861 e la successiva proclamazione del Regno d'Italia il 17 marzo 1861, Vittorio Emanuele di Savoia divenne il primo re d'Italia. Diversi passaggi istituzionali destarono però sconcerto: il nuovo regno non si dotò di una propria costituzione, ma ereditò quella del Regno di Sardegna, cioè lo Statuto albertino; la nuova legislatura apertasi il 18 febbraio non fu la I, ma l'VIII, seguendo la numerazione del Regno di Sardegna; il nuovo re mantenne la numerazione dinastica dei Savoia del tempo del Regno di Sardegna, quindi Vittorio Emanuele continuò a chiamarsi Vittorio Emanuele II. Il tenore di questi atti è da imputare alla volontà dei liberali piemontesi di cancellare il contributo dei radicali all'avvenuta unificazione. Ciò avvenne anche attraverso lo scioglimento dell'Esercito meridionale, la forza armata costituita da Garibaldi tra Sicilia e Calabria a partire dai Mille originari. Tale forza armata, fu deciso, non sarebbe stata integrata nel nuovo esercito nazionale, per evitare che vi accedessero elementi democratici e repubblicani. Non solo: diversi garibaldini, negli anni successivi, rimarranno osservati speciali dalla polizia.

### Le condizioni dell'Italia all'unità
Nel complesso, il passaggio dal periodo preunitario a quello unitario fu nel segno della continuità. Fatta eccezione per la spinta modernizzatrice di parte della classe dirigente, le divisioni regionali preunitarie, un tempo individuate da confini tra Stato e Stato, continuarono all'interno del nuovo regno. Oltre alla tipica opposizione socio-culturale tra città e campagna, il nuovo regno patì divisioni tra differenti culture territorialmente radicate e in diretta opposizione alle istanze unitarie; tali divisioni furono sempre a rischio di irrigidirsi in divisioni politico-ideologiche. L'Italia visse insomma un cambiamento politico radicale che si innestò su un generale immobilismo delle realtà statuali preunitarie. La classe dirigente liberale dei primi anni del regno, ideologicamente assai omogenea, si trovò ad inseguire la costruzione di un'identità nazionale in una realtà territoriale fortemente disomogenea. Tale costruzione era peraltro ostacolata dal fatto di essere perpetrata da una ristretta minoranza, protagonista del processo politico e dell'elezione dei rappresentanti: le classi medie e gli artigiani dei centri urbani parteciparono solo in parte a tale processo, mentre il contributo delle masse rurali, per quanto sporadico, non era nemmeno gradito dalla classe dirigente.
Istituzionalmente e giuridicamente, il Regno d'Italia venne configurandosi come un ingrandimento del Regno di Sardegna, continuando nella tradizione della monarchia costituzionale. La popolazione, rispetto all'originario Regno di Sardegna, quintuplicò. Il neonato Stato si ritrovò, fin dai primi tempi, a tentare di risolvere problemi di standardizzazione delle leggi, di mancanza di risorse a causa delle casse statali vuote per le spese belliche, di creazione di una moneta unica e di un mercato unico e, più in generale, di gestione di tutte le terre acquisite. A tutto ciò si aggiungevano altre carenze strutturali, come ad esempio l'analfabetismo, la povertà diffusa, la mancanza di infrastrutture e le gravi tensioni politiche e sociali.

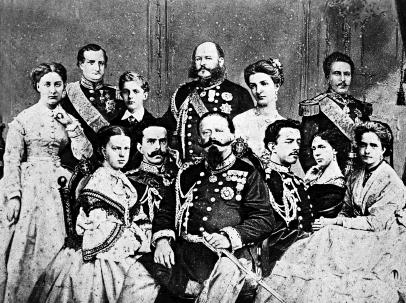
La famiglia reale italiana nel 1867

Il primo censimento della popolazione venne fatto tra il 31 dicembre 1861 e il 1º gennaio 1862, e costò 640 000 lire (29,38 lire ogni 1 000 abitanti). I residenti assommavano a 22 182 377 (circa 26 milioni, se si considerano i confini attuali), mentre i presenti erano in numero inferiore (405 000 di meno) per via degli emigrati temporaneamente all'estero. I maschi rappresentavano il 51%. L'età media era di 27 anni. I bambini con meno di 10 anni rappresentavano il 24% della popolazione. Ogni nucleo familiare era in media composto da 4 elementi. Il territorio considerato misurava 258 608 km² (nel 1951 la misura fu ricalcolata, tenendo conto delle superfici comunali corrette, con uno scarto al ribasso di circa 10 000 km², cioè del 4%); risultò dunque una densità di 86 abitanti per km².
Al momento dell'unificazione, circa il 70% della popolazione attiva era impegnata nell'agricoltura e dall'agricoltura derivava circa il 60% del prodotto nazionale lordo. L'industria, che incideva per circa il 20% del prodotto, impiegava circa il 20% della manodopera. Il Paese contava con solo 1707 km di ferrovie (850 nell'ex Regno di Sardegna, 483 nell'ex Regno Lombardo-Veneto e 225 nell'ex Granducato di Toscana). Il reddito nazionale era pari a 1/3 di quello francese e a 1/4 di quello britannico. Circa l'80% della popolazione era analfabeta e circa il 2,5% parlava l'italiano. La gran parte della produzione era destinata all'autoconsumo. Del resto, i contadini, in genere, ricorrevano al lavoro domestico e non al mercato per ottenere i manufatti tessili o gli attrezzi agricoli di cui avevano bisogno. Il rapporto tra città e campagna era dunque assai ridotto.

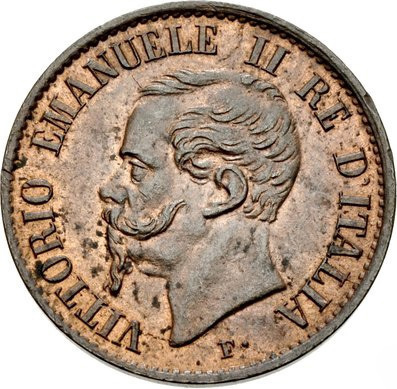
Il dritto di un centesimo di lira del 1861

La nascita di un mercato nazionale dipendeva quindi dall'iniziativa del governo. C'era il problema dell'unificazione giuridico-amministrativa e quello dell'abolizione delle barriere doganali di cui si erano dotati gli Stati preunitari. La circolazione delle merci e delle informazioni doveva essere garantita dallo sviluppo di un sistema infrastrutturale (ferrovie, poste, telegrafi) che in gran parte mancava. Occorreva poi combattere l'analfabetismo, creando un sistema scolastico nazionale, con caratteristiche adeguate alle forme moderne di economia. Le spese della guerra del 1859 (263 milioni di lire), cui andavano aggiunti 180 milioni di indennità all'Austria, concorrevano a comporre un deficit di oltre 500 milioni. Il debito pubblico degli Stati preunitari, di cui il nuovo regno aveva dovuto farsi carico, ammontava a 2200 milioni.
Il regno era caratterizzato da rilevanti differenze economiche, sociali e culturali, al livello regionale e subregionale. Nelle aree collinari settentrionali e centrali, si faceva esperienza delle prime forme di penetrazione capitalistica nelle campagne: si andava formando, cioè, un ceto di imprenditori agricoli, in grado di investire nel fondo da loro condotto, migliorandone la gestione e la dotazione, in particolare nell'allevamento e nella risicoltura. La più diffusa forma legale di conduzione dei terreni era la mezzadria. La famiglia colonica (cioè la famiglia del mezzadro) era generalmente di tipo esteso e il maschio era il capofamiglia. A complemento del lavoro agricolo, la famiglia colonica si sostentava con emigrazioni stagionali all'estero e l'impiego nel settore tessile per donne e bambini. Come scrive Anna Cento Bull, "Il principale tratto culturale della classe contadina [nel contesto della mezzadria era] la stabilità sociale centrata sulla famiglia". L'atteggiamento dei proprietari fondiari verso i mezzadri era sostanzialmente paternalista e si appoggiava all'operato del clero per garantire pace sociale e regolarità della produzione (tessile e agraria). La crisi della piccola proprietà a conduzione familiare, incapace di tali investimenti, aveva inoltre reso disponibile un buon numero di braccianti da impiegare a salario.

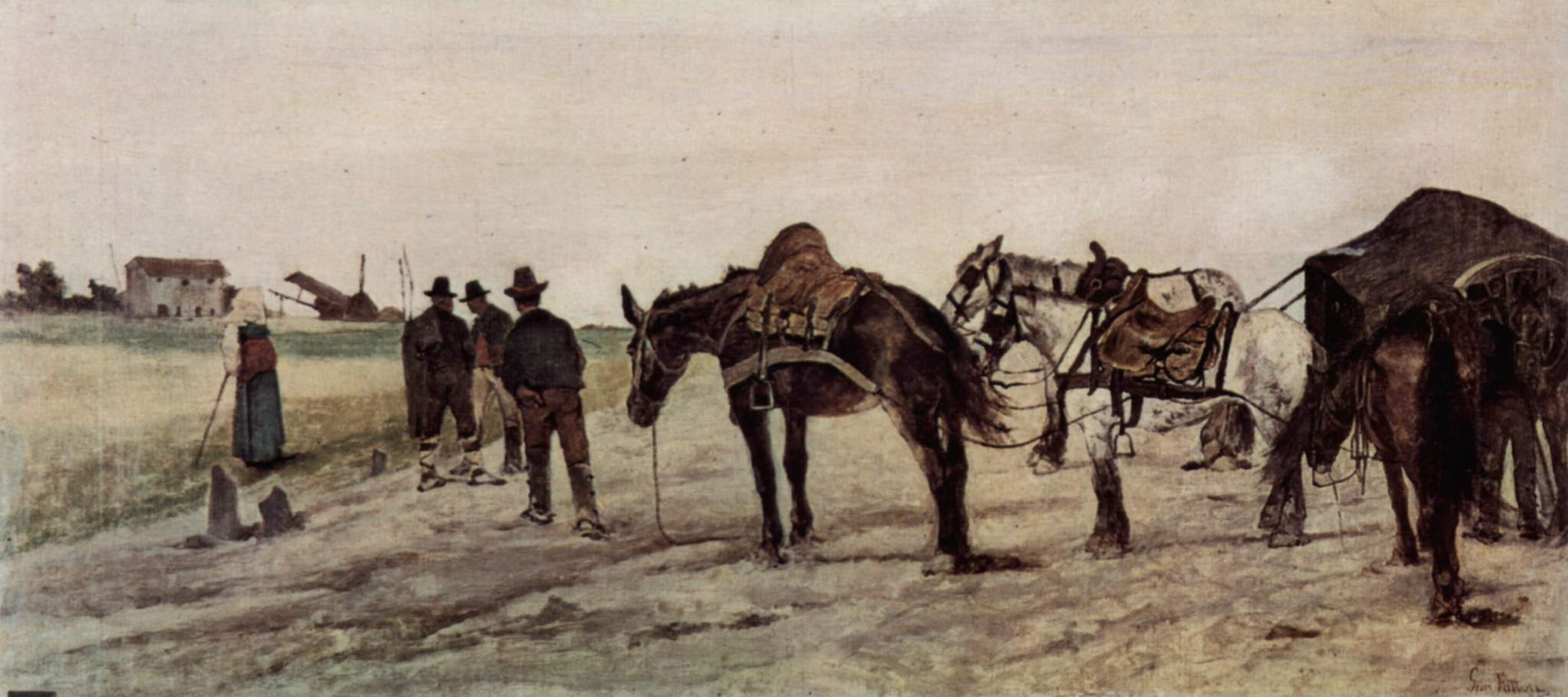
Carro e contadini nella campagna romana, dipinto di Giovanni Fattori, olio su tela, 1879

La mezzadria era diffusa anche intorno al Po, ma in quest'area, dove si andava sviluppando un modello di agricoltura intensiva e modernizzante, di marca capitalista, era in corso un processo di proletarizzazione, in cui i fittavoli assumevano braccianti nullatenenti. I mezzadri di quest'area si fecero promotori di strategie economiche collettive, che andavano al di là di quelle interne al nucleo familiare, creando le basi delle future organizzazioni di lavoratori e caratterizzandosi come fattori di instabilità sociale. Per i braccianti e per i mezzadri impoveriti, la pace sociale offriva pochi vantaggi: fino agli anni ottanta dell'Ottocento, l'anarchismo rappresentò la loro espressione politica più tipica, con ribellioni spontaneistiche contro la proprietà e lo Stato.
Al centro e in particolare nei territori dell'ex Stato della Chiesa, la situazione era più arretrata. A dispetto delle riforme di Leopoldo II, vanificate dall'opposizione della nobiltà terriera, anche in Toscana prevaleva la mezzadria e la piccola azienda familiare.
Al sud, l'arretratezza del mondo agricolo, caratterizzato dal latifondo, con fondi assai estesi e proprietari assenti, era drammatica. In genere, i contadini meridionali non erano nullatenenti e possedevano piccoli appezzamenti, insufficienti al sostentamento. Per questa ragione, essi erano impiegati nei latifondi, ma senza regolarità. L'impiego nei latifondi comportava lunghi spostamenti quotidiani, l'utilizzo di attrezzi antiquati e l'isolamento. I tratti culturali del contadino meridionale erano caratterizzati dal senso di instabilità, da una socialità che non andava oltre la dimensione di villaggio, un contesto sociale estremamente ristretto, in cui uomini e animali vivevano a stretto contatto e l'igiene era scarsa. Il tasso di produttività della terra era bassissimo, a motivo dell'utilizzo di tecniche arcaiche. Il popolo, stremato da povertà e oppressione, lottava, già prima della discesa di Garibaldi, per la redistribuzione delle terre demaniali, che erano spesso oggetto degli appetiti della bassa nobiltà o dei nuovi ricchi borghesi. Il desiderio continuamente insoddisfatto di una riforma agraria e di una redistribuzione delle terre spingeva i contadini meridionali ad un radicalismo spesso violento e distruttivo, quasi pre-moderno, privo di una reale strategia politica. Il brigantaggio postunitario italiano sarà una degli esempi più significativi di queste espressioni violente.
Nel complesso, non è possibile parlare di un'unica classe contadina e di un'unica classe fondiaria per l'Italia del 1860, tante e tali erano le differenze al livello regionale e subregionale. La classe dirigente dovette affrontare il divario tra il "paese reale", cioè la gran massa di popolo escluso dall'esercizio attivo dei diritti di cittadinanza, e il "paese legale", cioè il sistema di Stato che una sparuta minoranza aveva concepito da sé e per sé. In ogni caso, le differenze socio-culturali tra le masse non ebbero espressione politica nei primi decenni del regno, fase in cui la divisione più lacerante era quella tra Stato e Chiesa. La Chiesa, che aveva un forte ascendente in tutti i gruppi sociali, avrebbe potuto decidere di organizzare una forza politica alternativa ai liberali, ma optò invece, con la disposizione Non expedit, per l'isolazionismo politico dei cattolici. Peraltro, il conflitto tra Stato e Chiesa nell'Italia a cavallo tra Ottocento e Novecento privò il processo costitutivo della nazione di un importante fattore unificante (al contrario di quanto accaduto con la Chiesa protestante nel nord Europa).

## La Destra storica (1861-1876)
Nei primi decenni del nuovo regno, i liberali al governo godettero di una preminenza politica incontrastata, basata su un suffragio estremamente ridotto (solo il 2% della popolazione, circa 600 000 persone, aveva diritto al voto). Si formarono comunque due ali del raggruppamento liberale, la Destra storica e la Sinistra storica, eredi del confronto politico preunitario tra chi era di orientamento recisamente monarchico e chi era più sensibile alle istanze democratico-repubblicane. Dato il limitato suffragio, i membri delle due ali vantavano le stesse origini in termini di classe e vanno intesi come partiti "di notabilato", cioè partiti privi di un'ideologia, di un programma preciso, di un'organizzazione e di un rapporto con un base. Esse, semmai, esprimevano una divisione territoriale, con la Destra a rappresentare le classi proprietarie del Nord e del Centro e la Sinistra (o "Nuova Sinistra", per distinguerla dai democratici mazziniani) a rappresentare i proprietari fondiari del Sud e i professionisti.

Le questioni che tennero banco nei primi anni dopo l'unificazione d'Italia furono la disastrosa situazione economica del Mezzogiorno e il brigantaggio che infestava l'area (soprattutto tra il 1861 e il 1869): il problema divenne noto come la "questione meridionale". Ulteriore elemento di fragilità per il neonato regno italiano fu l'ostilità della Chiesa cattolica e del clero nei suoi confronti, soprattutto dopo la nascita della "questione romana". Gli orientamenti federalisti e le proposte relative alle autonomie regionali, con fautori come il democratico Carlo Cattaneo e il moderato Marco Minghetti, furono messi da parte e si procedé alla cosiddetta "piemontesizzazione", cioè, secondo i suoi avversari, all'estensione di carattere accentratore dell'assolutismo piemontese a tutto il nuovo regno. Altro punto dolente per il nuovo regno era l'incompletezza del processo unitario: il Veneto e soprattutto Roma, con tutto il Lazio, non ne facevano ancora parte. Per i democratici, la conquista di Roma rimaneva imperativa e lo stesso Cavour comprendeva l'obbligatorietà di un simile passo. Prima di morire, il 6 giugno 1861, Cavour enunciò il principio "Libera Chiesa in libero Stato". Eredi politici di Cavour furono i liberali della cosiddetta "Destra storica", cioè la destra dello schieramento parlamentare. Sindaci e prefetti rappresentarono la mano operativa della volontà unificatrice di quella classe politica.

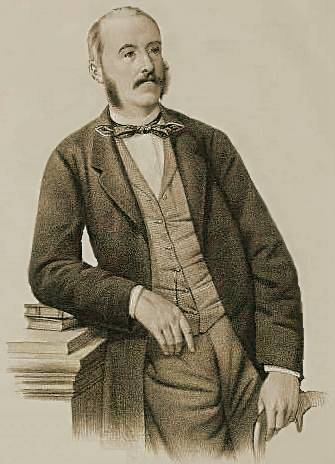
Ritratto di Marco Minghetti

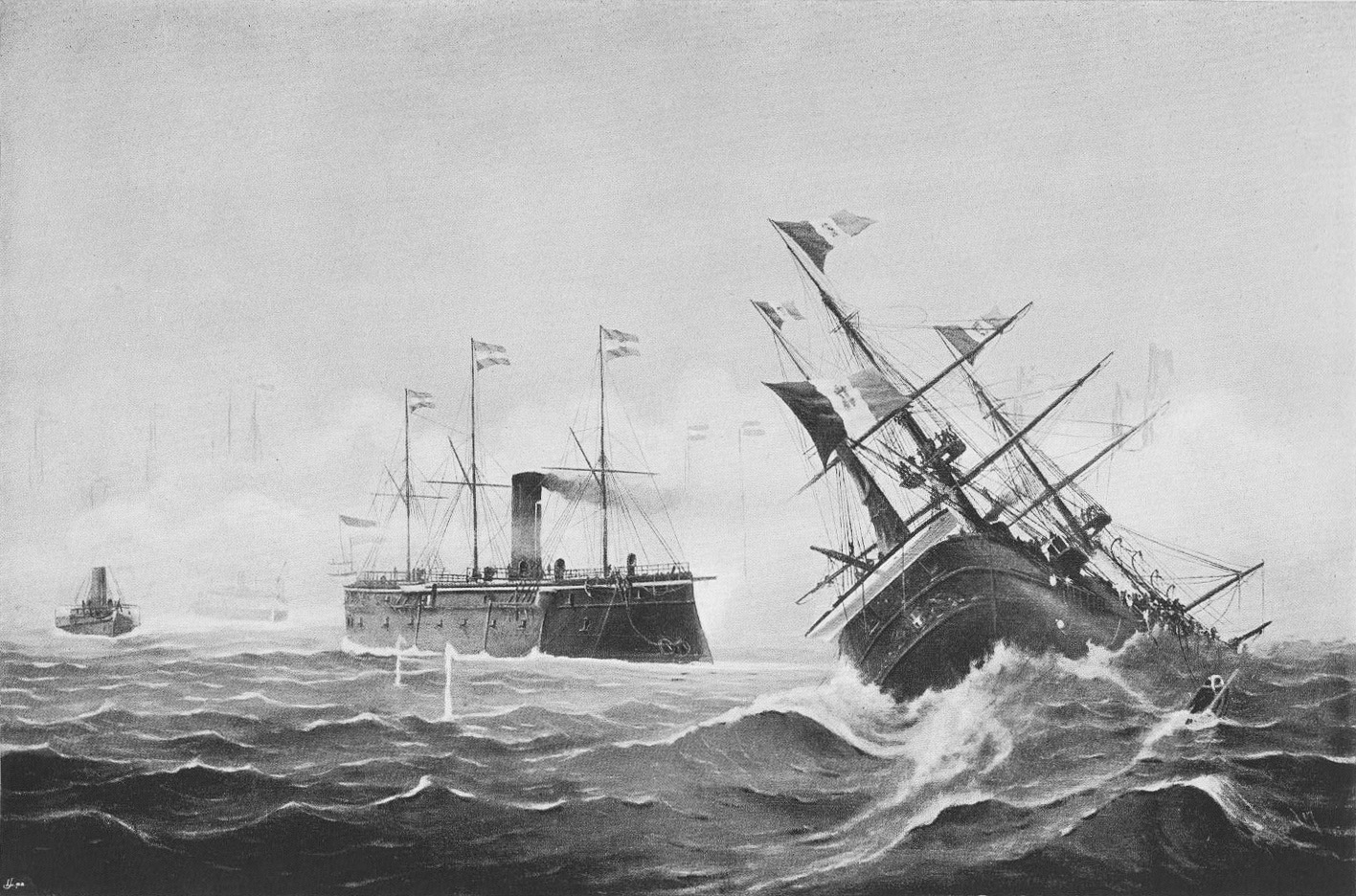
L'affondamento della fregata Re d'Italia alla battaglia di Lissa, episodio delle Terza guerra d'indipendenza italiana (1866)

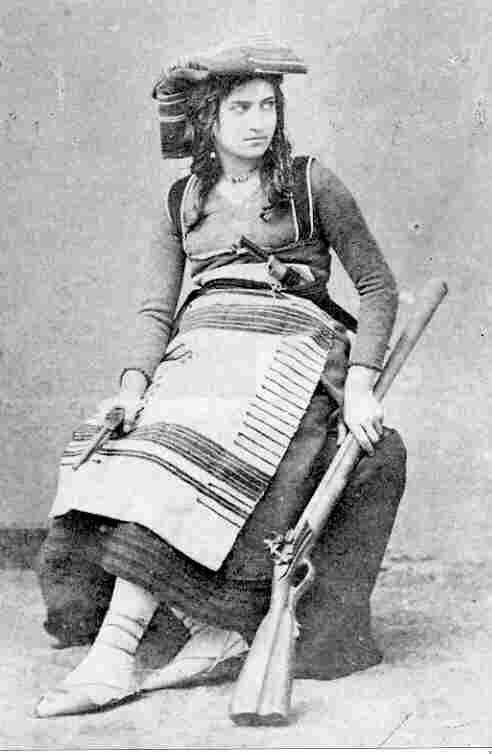
La brigantessa Michelina Di Cesare (1841-1868)

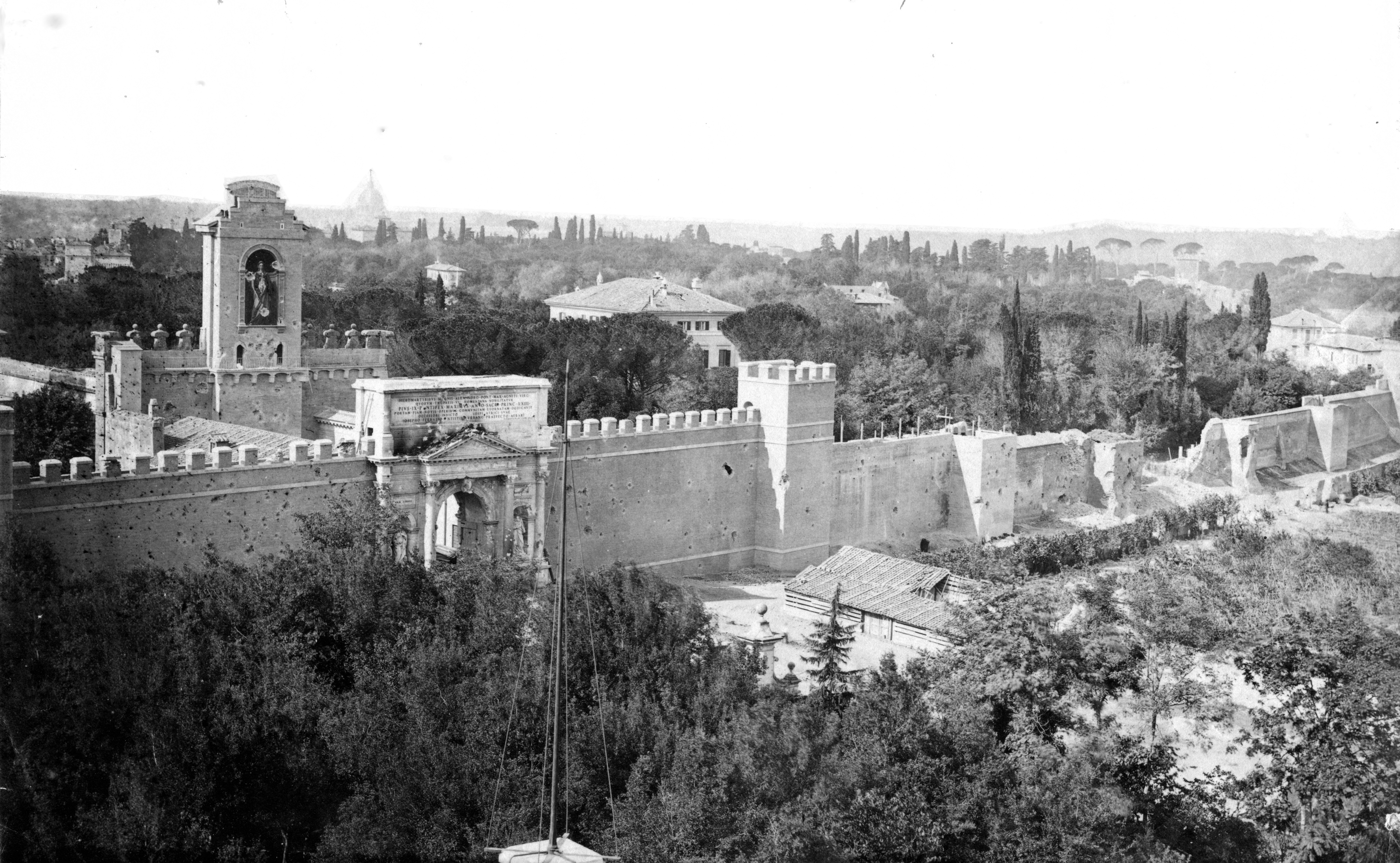
La breccia di Porta Pia, sulla destra della Porta Pia, in una foto di Lodovico Tuminello

La cosiddetta "Destra storica" espresse gran parte dei governi del periodo 1861-1875. Tale ala del parlamento italiano ebbe origine dal raggruppamento del Parlamento del Regno di Sardegna del 1852, ai tempi del Connubio Rattazzi-Cavour. Alle file delle origini si erano poi aggiunte varie personalità liberali e democratiche: tra i piemontesi, l'economista Quintino Sella, il militare Giovanni Lanza, il conte Gustavo Ponza di San Martino; tra i lombardi, il conte Gabrio Casati, il diplomatico Emilio Visconti Venosta, l'economista Stefano Jacini; tra gli emiliani, il diplomatico Marco Minghetti e lo storico Luigi Carlo Farini; tra i toscani, il barone Bettino Ricasoli, Ubaldino Peruzzi, Luigi Guglielmo Cambray-Digny; tra i meridionali, il filologo napoletano Ruggiero Bonghi, l'abruzzese Silvio Spaventa, l'economista campano Antonio Scialoja, il giurista pugliese Giuseppe Pisanelli.
La formazione culturale del gruppo era assai eterogenea, mentre omogenea era la provenienza sociale (alta borghesia terriera, alta finanza, industriali, aristocrazia imprenditrice imborghesita, liberi professionisti e intellettuali), come omogenea era l'idea di Stato e di società da costruire. Radicalmente liberisti in economia, tanto all'interno quanto verso l'estero, i rappresentanti della Destra storica intendevano difendere l'unità conquistata e ammodernare il Paese, inserendolo nell'area di libero scambio franco-inglese quale fornitore di prodotti agricoli e di semilavorati. Il centralismo amministrativo adottato fu di ispirazione francese. A tale centralismo gli esponenti liberali si orientarono con riluttanza, innanzitutto per contrastare il brigantaggio meridionale, che rischiava di trasformarsi in una rivolta politicamente finalizzata alla restaurazione dei Borbone.
I primi obbiettivi dei liberali della Destra storica furono il completamento dell'unificazione nazionale, la costruzione del nuovo Stato (per il quale si scelse un modello centralista con l'estensione della normativa del Regno di Sardegna al nuovo Stato, fenomeno noto come piemontesizzazione) e il risanamento finanziario, attuato mediante il pareggio di bilancio e l'introduzione di nuove tasse, che produssero scontento popolare e accentuarono il brigantaggio, represso con la forza.
Il primo governo dopo la morte di Cavour fu il Governo Ricasoli I, che cercò invano di far accettare alla Chiesa la linea cavouriana di libera Chiesa in libero Stato.
Il 29 agosto 1862, si consumò la cosiddetta "Giornata dell'Aspromonte": l'esercito regio si scontrò con i volontari garibaldini per impedire a Garibaldi di marciare verso Roma, da cui l'Eroe dei due mondi intendeva scacciare Pio IX. L'evento determinò la crisi del Governo Rattazzi I, che pensava di approfittare delle iniziative di Garibaldi senza compromettere l'esecutivo.
Il Governo Minghetti I concertò con la Francia la cosiddetta "Convenzione di settembre": il Regno d'Italia si impegnava ad assicurare l'integrità dello Stato Pontificio; la Francia si impegnava, dal canto suo, a ritirare le truppe poste a difesa del Pontefice entro due anni. Napoleone III chiese che la capitale venisse spostata da Torino ad altra sede, come segno della rinuncia italiana a Roma. Fu così che si ebbe per 6 anni Firenze capitale (1865-1871).
La questione del brigantaggio meridionale fu strumentalizzata da legittimisti borbonici e clericali. Il nuovo regno affrontò la questione con una durissima repressione. Nel 1863 erano impegnati su tale fronte 120 000 soldati, metà dell'intero Regio Esercito. Il conflitto poté dirsi concluso nel 1865, ma le rivolte contadine nel sud non si placarono del tutto e l'avversione verso lo Stato centrale fu aggravata dalla coscrizione obbligatoria e dalla pesante fiscalità. L'incameramento dei beni ecclesiastici (Eversione dell'asse ecclesiastico) e la loro liquidazione non favorì la costituzione di uno strato di piccoli e medi agricoltori e beneficiò piuttosto i latifondisti.
Nello stesso periodo si ebbe la Codificazione del 1865 (detto anche "Risorgimento giuridico"), con il completamento dell'unificazione giuridico-amministrativa del Regno.
L'8 aprile 1866, il Governo La Marmora III siglò un trattato con la Prussia di Otto von Bismarck. Secondo il trattato, il Regno d'Italia avrebbe dovuto dichiarare guerra all'Impero austriaco se questo si fosse trovato in stato di guerra con la Prussia entro l'8 luglio. L'alleanza italo-prussiana condusse alla partecipazione del Regno d'Italia alla Guerra austro-prussiana, il cui fronte meridionale è ricordato come la Terza guerra d'indipendenza italiana. La guerra andò bene ai prussiani, ma non agli italiani, che incapparono in due rilevanti sconfitte (a Custoza e a Lissa). Analogamente a quanto accaduto nel 1859, l'Austria, sconfitta, cedé il Veneto alla Francia, che lo girò all'Italia (trattato di Vienna).
Il costo della guerra del 1866 andò a sommarsi alle spese sostenute in un ventennio di ammodernamento e armonizzazione delle strutture del nuovo regno: per mettervi riparo si ricorse all'indebitamento pubblico, compensato dalla pressione fiscale, la liquidazione dei beni ecclesiastici, l'introduzione del corso forzoso. Nel 1868 fu introdotta la tassa sul macinato, forse il dispositivo più noto di una forte pressioni fiscale e di una politica economica tutta tesa all'ottenimento del pareggio di bilancio, raggiunto infine nel 1876.
Con il tracollo di Napoleone III alla battaglia di Sedan, gli italiani ebbero mano libera per chiudere la "questione romana". La "breccia di Porta Pia" (20 settembre 1870) pose fine al potere temporale dei papi. Nel 1871, il regno italiano regolò unilateralmente la questione romana con la cosiddetta "Legge delle guarentigie".
La caduta della Destra storica, comunque ormai impopolare tra le masse, fu dovuta ad una frattura tra i parlamentari piemontesi e quelli toscani (capeggiati da Ubaldino Peruzzi), che si consumò a partire dal 1874. Nel 1876 il governo, presieduto da Marco Minghetti, venne esautorato per la prima volta non per autorità regia, bensì dal Parlamento. Ebbe così inizio l'epoca della Sinistra storica, guidata da Agostino Depretis. Nel 1878, Vittorio Emanuele II morì e sul trono gli succedette Umberto I.

## La Sinistra storica (1876-1887)

### I governi Depretis

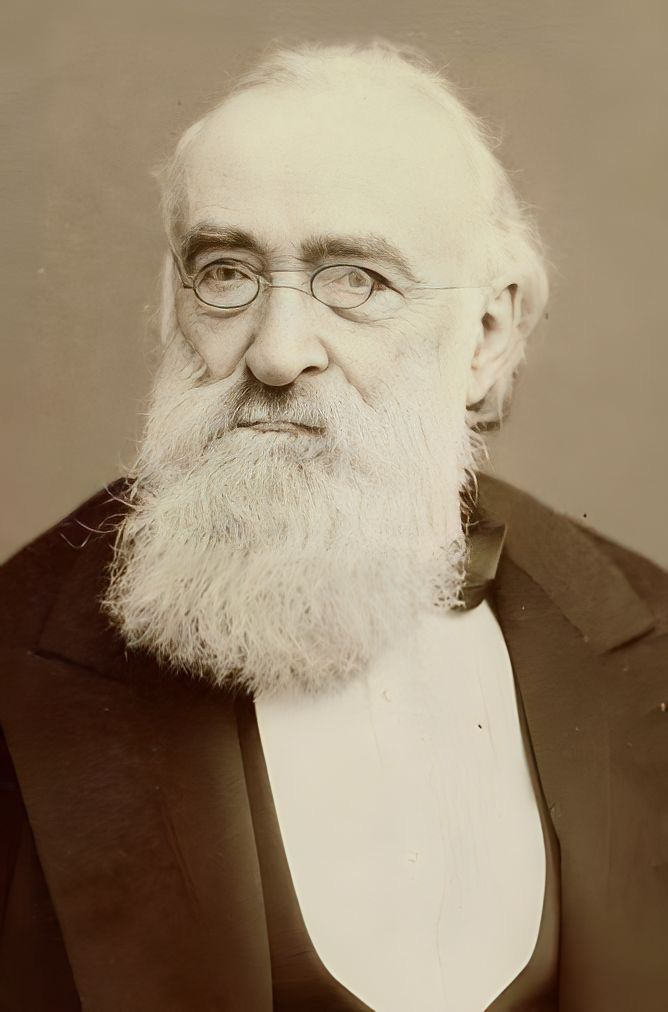
Agostino Depretis nel 1865

La cosiddetta "Sinistra storica" sorse dall'unione tra membri della sinistra del Parlamento subalpino e membri del Partito d'Azione, cui si aggiunse la cosiddetta "Sinistra giovane", formata soprattutto da meridionali dopo l'Unità. I più importanti esponenti della Sinistra storica furono Agostino Depretis, Benedetto Cairoli, Francesco Crispi, Giovanni Nicotera e Giuseppe Zanardelli.
Di fronte al malcontento del Paese verso la politica fiscale dei governi della Destra storica, il re affidò il compito di formare un nuovo governo all'ex mazziniano Depretis. Il nuovo governo aveva in programma la difesa della laicità dello Stato, l'istruzione elementare obbligatoria, il decentramento amministrativo, un alleggerimento fiscale per il Mezzogiorno. Si parlerà di "rivoluzione parlamentare", ma il passaggio di consegna fu nel segno della continuità. Per circa 11 anni, tra il 1876 e il 1887, Depretis fu quasi ininterrottamente alla guida del Paese, moderando sensibilmente il programma riformista della Sinistra. In tal modo, riuscì a far convergere verso la propria maggioranza elementi di destra e ad isolare l'opposizione di sinistra, composta da repubblicani, radicali e dai primi socialisti.
La Sinistra abbandonò l'obiettivo del pareggio di bilancio e avviò delle politiche di democratizzazione e ammodernamento del paese, investendo nell'istruzione pubblica, allargando il suffragio e avviando una politica protezionistica di investimenti in infrastrutture e sviluppo dell'industria nazionale con l'intervento diretto dello Stato nell'economia. Si trattava di misure costose: dal pareggio di bilancio si passò quindi ad un disavanzo permanente, con il debito che assorbiva quasi la metà delle entrate.
Depretis coniò la pratica del cosiddetto "trasformismo", un metodo di composizione della maggioranza parlamentare che si fondava su accordi con singoli parlamentari o gruppi parlamentari, teso a superare la tradizionale opposizione tra Destra e Sinistra, e a superare le divisioni socio-culturali all'interno del Paese. L'espressione fu coniata dalla pubblicistica e deriva dall'invito a "trasformarsi" e a divenire progressisti, fatto da Depretis nel 1882 ai parlamentari di Destra. La politica trasformista fu una diretta conseguenza del carattere frammentario della classe dirigente e della classe media in Italia, che richiedeva un'arte politica tesa al compromesso. In questo periodo mutò la composizione sociale del Parlamento: i proprietari terrieri e le élite militari vennero via via sostituite da politici di professione (in particolare giornalisti e avvocati).
I governi Depretis furono caratterizzati da un forte riformismo, teso ad allargare il consenso nel Paese e a mettere il Regno d'Italia alla pari con gli altri paesi europei. È in questo contesto che vennero approvate la cosiddetta legge Coppino, che nel 1877 impose l'obbligo scolastico di almeno due anni a tutti i bambini, e una riforma elettorale ("legge Zanardelli"), che nel 1882 portò gli aventi diritto al voto a 2 milioni di persone (il 6% della popolazione). Nel 1884, il ministro delle finanze Agostino Magliani abolì la tassa sul macinato, che fu comunque sostituita da altre imposte, tra cui una sullo zucchero. Depretis avviò anche una serie di inchieste sulle condizioni di vita dei contadini nella penisola, la più famosa delle quali fu l'inchiesta Jacini. Tali iniziative rivelarono una grande miseria e pessime condizioni igieniche; l'infanzia era spesso vittima della difterite mentre gli adulti soffrivano di pellagra per malnutrizione; l'epidemia di colera del 1884-1885 causò in Italia quasi 18 000 vittime. La miseria dei braccianti provocò così i primi scioperi agricoli. Con la crisi economica in Europa, nel 1878 il governo approvò una serie misure protezionistiche in favore dell'industria settentrionale e della cerealicoltura meridionale. L'intervento dello Stato in economia, aggiunto ai dazi doganali, che limitavano le importazioni e favorivano il commercio interno favorirono la nascita di grandi aziende nazionali come le Acciaierie di Terni nel 1884 e la Società di Costruzioni Meccaniche Ernesto Breda nel 1886, inoltre si svilupparono le infrastrutture e la produzione industriale aumentò.

### L'inizio del colonialismo
Nel 1878 l'equilibrio europeo concordato a Vienna rischiò di essere sconvolto dagli esiti della guerra russo-turca e dai successivi accordi di pace che fecero crescere la sfera di influenza russa nella penisola balcanica. Il cancelliere Bismarck, preoccupato di questo, convocò d'urgenza una conferenza a Berlino alla quale partecipò, come rappresentante del Regno d'Italia, il Ministro degli Esteri Luigi Corti. Da questo congresso, l'Impero russo vide praticamente annullati i vantaggi ottenuti con il trattato, e all'Austria-Ungheria fu assegnata la Bosnia-Erzegovina, all'Inghilterra l'isola di Cipro e alla Francia fu assicurato l'appoggio per l'occupazione della Tunisia.
Dallo Schiaffo di Tunisi l'Italia non ottenne alcun vantaggio di nessun genere e la delusione che ne susseguì fu grande; ma ancora più gravi furono le conseguenze che ne derivarono, prima di tutte la conquista della Tunisia nel 1881 da parte della Francia.
Ora la vicinanza alla Sicilia della Repubblica transalpina rappresentava la più grave minaccia per il territorio italiano e principale avversario per gli interessi del Regno. Nei confronti della Francia si venne a creare un sentimento di timore che fece passare in secondo piano il vecchio rancore verso Vienna, nonostante questa occupasse ancora terre italiane. Così il Regno andò a cercare un suo posto tra le potenze europee dalle quali sarebbe risultato più forte, tanto più forti sarebbero stati i suoi alleati; guardò così alla Germania, alleata all'Austria-Ungheria. Il 20 maggio 1882 si concluse il primo trattato della Triplice Alleanza, un accordo di natura difensiva di valore quinquennale che fu rinnovato una prima volta il 20 febbraio 1887, anche se furono siglati due distinti accordi bilaterali Italia-Austria e Italia-Germania che stabilivano l'impegno dei firmatari a mantenere lo status quo nei Balcani. L'ultimo rinnovo del trattato avvenne il 5 dicembre 1912, a seguito di altri due rinnovi precedenti.
Depretis avviò il colonialismo italiano, innanzitutto in Eritrea, con l'occupazione di Massaua e l'acquisto di Assab. L'occupazione della Baia di Assab cominciò nel novembre 1869 con il padre lazzarista Giuseppe Sapeto che avviò le trattative per l'acquisto. Il governo egiziano contestò tale acquisizione e rivendicò il possesso della baia: da ciò seguì una lunga controversia che si concluse solo nel 1882 dopo tre tentativi. L'iniziativa fu appoggiata da Depretis e da una compagnia privata guidata da Raffaele Rubattino. Il 10 marzo 1882 il governo italiano acquistò il possedimento di Assab, che il 5 luglio dello stesso anno diventò ufficialmente italiano. Quando gli egiziani si ritirarono dal Corno d'Africa nel 1884, i diplomatici italiani fecero un accordo con la Gran Bretagna per l'occupazione del porto di Massaua che assieme ad Assab formò i cosiddetti possedimenti italiani nel mar Rosso, che dal 1890 assunsero la denominazione ufficiale di Colonia eritrea.
La città di Massaua diventò il punto di partenza per un progetto che sarebbe dovuto sfociare nel controllo del Corno d'Africa. Agli inizi degli anni ottanta questa zona era abitata da popolazioni etiopiche, dancale, somale e oromo, autonome oppure soggette a dominatori. All'epoca i signori della zona erano gli egiziani (lungo le coste del mar Rosso), alcuni sultanati (i più importanti furono gli Harar, gli Obbia, e i Zanzibar), emiri o capi tribali. Diverso il caso dell'Etiopia, allora retta dal Negus Neghesti (Re dei Re, cioè Imperatore) Giovanni IV, ma con la presenza di uno Stato relativamente autonomo nei territori del sud, retto da Menelik II. Tra i progetti ci fu l'occupazione della città santa di Harar, l'acquisto di Zeila dai britannici e l'affitto del porto di Chisimaio, posto alla foce del Giuba, in Somalia. Tutti e tre i progetti non si conclusero positivamente. Oltre all'acquisizione di Assab da parte della società Rubattino, lo Stato italiano cercò di occupare il porto di Zeila, a quel tempo controllato dagli egiziani, ma con esito negativo.

## La crisi di fine secolo (1887-1901)

### L'autoritarismo di Crispi

Francesco Crispi nel 1890

Dopo la scomparsa di Depretis nel 1887, assunse la guida del governo Francesco Crispi. Appena divenuto presidente del consiglio, Crispi istituì al ministero dell'Interno la Direzione di sanità pubblica, coinvolgendo per la prima volta i medici nel processo decisionale. Una specifica legge del 1888, inoltre, trasformò il Consiglio superiore di sanità in un organo di medici specialisti anziché di amministratori e creò la figura del medico provinciale. La norma stabilì il principio che lo Stato dovesse essere responsabile della salute dei suoi cittadini. Con Crispi però la Sinistra prese una deriva autoritaria. Nel 1889 il movimento dei fasci siciliani diede inizio a una serie di proteste che videro migliaia di contadini, spinti dalla crisi che impoveriva l'economia dell'isola, battersi per una riforma agraria. Il governo decretò l'occupazione militare della Sicilia e la condanna a morte dei capi sindacali. Parallelamente una forte collusione tra potere economico e potere politico (si ricordi anche lo Scandalo della Banca Romana) paralizzava lo sviluppo del Paese e soprattutto del Mezzogiorno. Alcuni economisti ritengono che l'economia sia stata in questo periodo "un processo artificioso" prodotto dallo statalismo economico e non dalla libera iniziativa privata. Nel 1892 fu fondato a Genova da Filippo Turati il Partito Socialista Italiano (PSI), diventando in breve tempo il principale referente del movimento operaio.

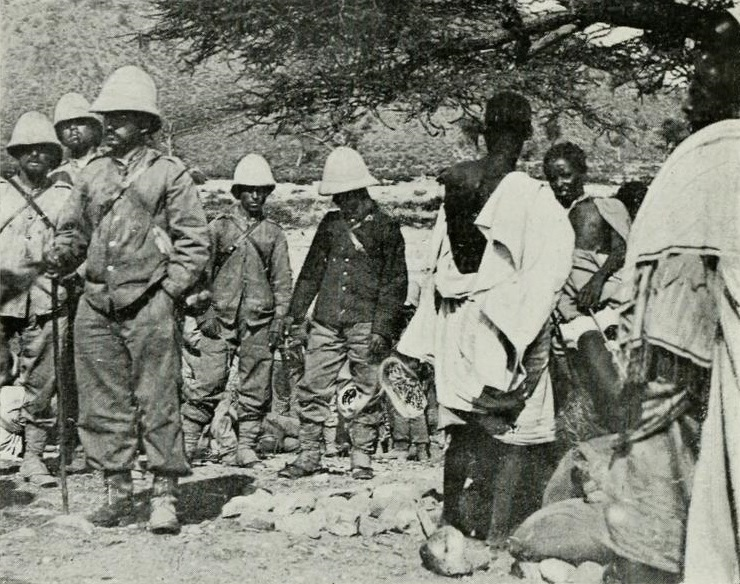
Soldati italiani prigionieri in Etiopia in seguito alla sconfitta di Adua

L'interesse per la fondazione di colonie italiane continuò anche durante i governi di Francesco Crispi. Nel 1889 l'Italia ottenne, tramite un accordo da parte del Console italiano di Aden con i Sultani che governavano la zona, i protettorati su Obbia e su Migiurtinia. Nel 1892 il Sultano di Zanzibar concesse in affitto i porti del Benadir (fra cui Mogadiscio e Brava) alla società commerciale "Filonardi". Il Benadir, sebbene gestito da una società privata, fu sfruttato dal Regno d'Italia come base di partenza per delle spedizioni esplorative verso le foci del Giuba e dell'Omo, e per ottenere il protettorato sulla città di Lugh. A seguito della sconfitta e della morte dell'Imperatore Giovanni IV in una guerra contro i dervisci sudanesi (1889), l'esercito italiano occupò una parte dell'altopiano etiopico, compresa la città di Asmara, sulla base di precedenti accordi fatti con Menelik II il quale, con la morte del rivale, era riuscito a farsi riconoscere Negus Neghesti, cioè "Re dei Re", Imperatore. Con il trattato che seguì, Menelik II accettò la presenza degli italiani sull'altopiano etiope e riconobbe nell'Italia l'interlocutore privilegiato con gli altri paesi europei. Quest'ultimo riconoscimento fu interpretato dagli italiani come l'accettazione di un protettorato e negli anni seguenti sarà fonte di discordie fra i due paesi. La politica di progressiva conquista dell'Etiopia si concretizzò con la guerra di Abissinia (1895-1896) e terminò con la sconfitta di Adua (1º marzo 1896) dove si contarono circa cinquemila morti. Fu uno dei pochi successi della resistenza africana al colonialismo europeo del XIX secolo. La sconfitta militare provocò le dimissioni le dimissioni di Crispi e l'iniziativa coloniale italiana non aveva cambiato la posizione del Paese sullo scacchiere internazionale.

### Il militarismo

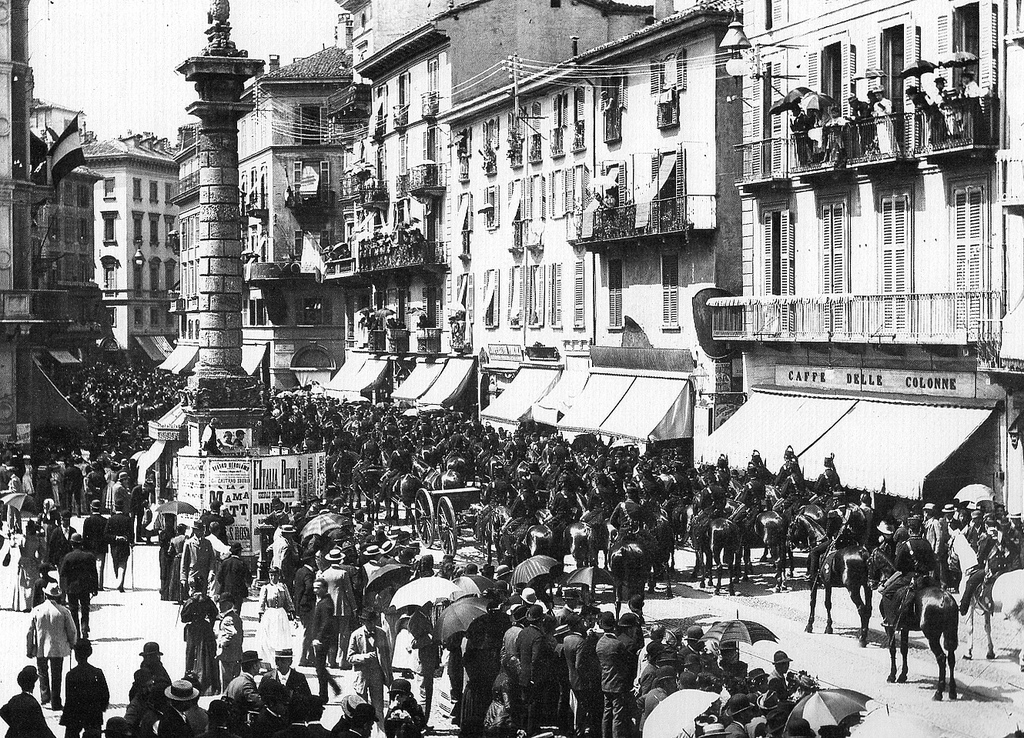
Lo stato d'assedio durante i moti di Milano del 1898

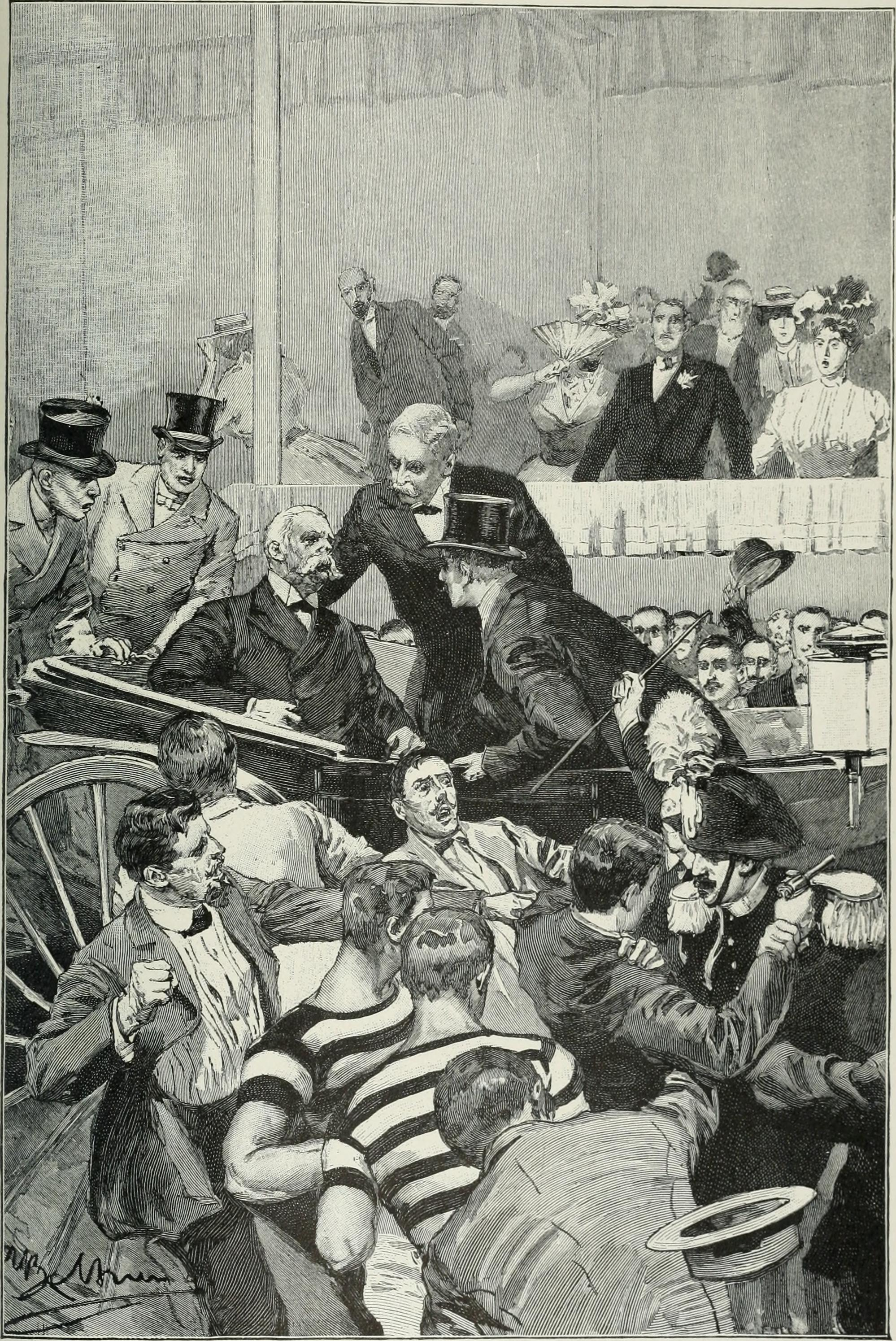
Il regicidio di Umberto I il 29 luglio 1900

Le forze che avevano sostenuto Crispi desideravano il proseguimento della politica autoritaria. Lo stesso Sonnino voleva che il regime liberale spostasse il proprio baricentro dal parlamentarismo ad un rafforzamento dell'esecutivo e del ruolo regio, secondo l'esempio prussiano. Il successo conseguito dai socialisti e dall'opposizione radicale e repubblicana nelle elezioni del marzo 1897 non fece che accrescere l'irritazione dei conservatori. La situazione precipitò nel corso del 1898, quando scoppiarono agitazioni nel Sud, a Milano, Parma, Firenze e in altre località. Furono operati centinaia di arresti, e a Milano avvenne l'eccidio dei dimostranti ad opera delle truppe comandate dal generale Bava Beccaris, che tra il 6 e il 7 maggio 1898 fece aprire il fuoco sulla folla che reclamava pane e lavoro. Con la proclamazione dello stato d'assedio, la polizia arrestò i dirigenti socialisti, chiuse i giornali di opposizione e le sedi dei partiti operai. La situazione si era talmente deteriorata che all'interno del Ministero scoppiarono nuovi contrasti. Antonio di Rudinì chiese al re Umberto I di sciogliere la Camera dei deputati ed indire nuove elezioni, ma il re rifiutò, determinando le dimissioni del di Rudinì nel giugno 1898, ed incaricò il generale Luigi Pelloux di formare il governo. In questo periodo milioni di contadini emigrarono nelle Americhe e in altri stati europei.
Pelloux dapprima operò in modo da ricreare una certa condizione di normalità togliendo lo stato d'assedio. Ben presto, però, divenne lo strumento di quella corrente reazionaria che desiderava porre fine al regime parlamentare ed instaurare un regime alla prussiana. Per riuscire in questo piano era necessario limitare le opposizioni e a questo scopo vennero proposti una serie di progetti di legge che ponevano sotto controllo la stampa, limitavano strettamente il diritto di riunione, colpivano il diritto di associazione, vietavano lo sciopero nei servizi pubblici. Di fronte a questa svolta reazionaria si determinò una opposizione che andava dai socialisti fino a quella borghesia liberale che, ad una politica di conservatorismo autoritario, preferiva una politica di apertura democratica e riformista. Nella discussione parlamentare dei progetti di legge, i socialisti ricorsero all'ostruzionismo. Pelloux tentò, allora, di dare valore esecutivo ai suoi decreti senza l'approvazione del Parlamento, ma la Corte di cassazione dichiarò illegittima tale prassi. La grande industria milanese, giudicato troppo pericoloso il tentativo reazionario di fronte alle resistenze emerse, finì per abbandonarlo. Pelloux chiese nuove elezioni, ma i risultati delle elezioni portarono ad un notevole rafforzamento dei socialisti, dei radicali, dei repubblicani e della nuova opposizione liberale: Pelloux rassegnò le dimissioni.
Il Re Umberto I diede l'incarico del governo al vecchio Senatore Giuseppe Saracco e questo fu il suo ultimo atto, poiché un anarchico, Gaetano Bresci, lo assassinò a Monza, il 29 luglio 1900, per vendicare i morti causati dalla repressione di Bava Beccaris durante i moti di Milano. L'episodio più rilevante del ministero Saracco fu uno sciopero generale proclamato a Genova dopo che il prefetto aveva decretato, nel dicembre 1900, lo scioglimento della Camera del Lavoro. Saracco, fra molte incertezze, finì per revocare tale scioglimento e dare le dimissioni. Il nuovo Re, Vittorio Emanuele III, nominò Presidente del Consiglio Giuseppe Zanardelli, un liberale che si era pronunciato contro la repressione, il quale scelse come Ministro dell'interno Giovanni Giolitti.

## L'età giolittiana (1901-1914)

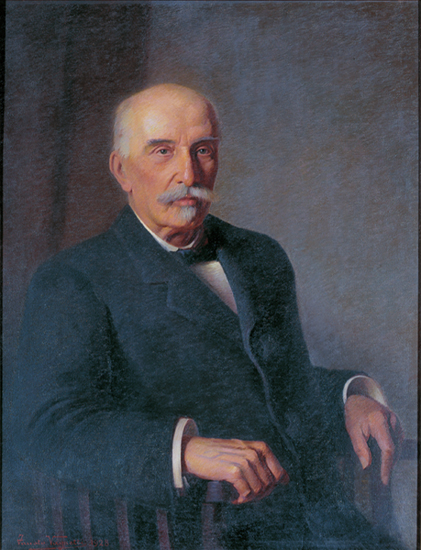
Giovanni Giolitti.

Il periodo compreso tra il 1901 e il 1914 fu dominato dalla figura dello statista Giovanni Giolitti: la modernizzazione dello Stato liberale, insieme con le prime riforme di carattere sociale, nate in un clima di positivo rapporto tra governo e settori moderati del socialismo, ne fu il tratto caratterizzante. Importanti furono le posizioni riformistiche prevalse tra le file del partito socialista, che posero in minoranza l'ala massimalista, fautrice di uno scontro sociale e politico senza mediazioni. La svolta nel partito socialista trovò giustificazione nella linea politica tenuta da Giolitti, che si caratterizzò per un nuovo atteggiamento di neutralità governativa nei conflitti di lavoro, lasciando che fossero risolti dalle parti in causa: industriali e operai.
Ai governi presieduti da Giolitti risalgono le prime leggi speciali per lo sviluppo del Mezzogiorno, imperniate sul principio del credito agevolato alle imprese e riguardanti la Basilicata, la Calabria, la Sicilia, la Sardegna e Napoli: in quest'ultimo caso fu possibile ultimare rapidamente il centro siderurgico di Bagnoli. Un altro importante progetto portò alla statalizzazione delle ferrovie approvata dal Parlamento nel 1905, che metteva l'Italia al passo con gli altri paesi europei in un settore essenziale allo sviluppo. Nel 1912 una legge per finanziare le pensioni di invalidità e di vecchiaia per i lavoratori inaugurava la moderna legislazione sociale in Italia.
L'età giolittiana fu contrassegnata da una forte crescita economica che fece registrare notevoli tassi di sviluppo nel settore industriale, con conseguente aumento del reddito di molti italiani, avvicinandosi ai paesi più moderni. Ebbe inizio un ciclo di rapida industrializzazione; si affermò il movimento operaio; l'economia progredì, favorita dall'adozione di misure protezionistiche e dai finanziamenti concessi dallo Stato e da alcune importanti banche (Banca Commerciale Italiana, Credito Italiano). L'industrializzazione ebbe i suoi punti di forza nella siderurgia (gli operai del settore tra il 1902 e il 1914 aumentarono da 15 000 a 50 000) e nella nuova industria idroelettrica. Quest'ultima sembrava risolvere una delle debolezze dell'Italia, Paese privo di materie prime essenziali come il carbone e il ferro. Utilizzando l'acqua dei laghi alpini e dei fiumi fu possibile ottenere energia senza dipendere dall'estero per l'acquisto del carbone: la produzione di energia idroelettrica, tra il 1900 e il 1914, salì da 100 a 4 000 milioni di kWh. L'industria tessile mantenne una posizione di rilievo con prodotti venduti sia sul mercato interno sia su quello internazionale. Anche l'industria meccanica cominciò ad affermarsi nel settore dei trasporti (auto, treni) e delle macchine utensili. Ciononostante l'economia conservava forti squilibri tra il Nord del Paese, industrializzato e moderno, e il Sud, arretrato e prevalentemente agricolo. La modernizzazione si manifestò anche nelle forme della vita politica e del conflitto sociale. Tuttavia, gli indici altrettanto elevati dell'emigrazione all'estero (circa 8 milioni di italiani lasciarono il Paese in dieci anni) confermavano i radicati squilibri tra nord e sud e tra città e campagna.
L'Italia, alleata con la Germania, le cui ambizioni coloniali erano osteggiate da Gran Bretagna e Francia, trovò il pretesto per agire al di fuori dei vincoli della Triplice Alleanza (Germania, Italia, Austria-Ungheria) per avvicinarsi alla Triplice intesa di Francia, Regno Unito e Russia. Favorevoli alla campagna furono i grandi gruppi finanziari, come il Banco di Roma e la Banca Commerciale, ed esponenti della corrente nazionalista. Contrari erano i socialisti e alcuni rappresentanti del movimento democratico. Avanzata, il 29 settembre 1911, la dichiarazione di guerra alla Turchia, i 100 000 uomini del generale Carlo Caneva occuparono Cirenaica e Tripolitania in ottobre, dichiarandole territorio italiano il 5 novembre. Nel maggio 1912 truppe italiane agli ordini del generale Giovanni Ameglio occuparono Rodi e il Dodecaneso. La Turchia, incapace di rispondere efficacemente alle manovre italiane, accettò i termini stabiliti nella pace di Losanna (18 ottobre 1912), in cui si stabiliva che l'Italia doveva ritirare le truppe dalle isole egee, mentre la Turchia cedeva la Libia al Governo italiano. Dato che la Turchia si rifiutava di cedere la Libia, l'Italia non ritirò il contingente dal Dodecaneso, dove rimase invece per tutta la durata della prima guerra mondiale.  A seguito della partecipazione italiana nella repressione della ribellione dei Boxer con l'invio di un corpo di spedizione italiano in Cina, il 7 settembre 1901 venne istituita la concessione italiana di Tientsin: la superficie concessa misurava 458000 m² ed era una delle più piccole concessioni territoriali cinesi alle potenze straniere ottenute al termine della rivolta: la zona consisteva nell'immediata periferia orientale di Tientsin (dalla quale prende il nome) e da un terreno lungo la riva sinistra del fiume Hai-He (conosciuto precedentemente con il nome di Pei Ho), ricco di saline, comprensivo di un villaggio e di un'ampia area paludosa adibita a cimitero.

## La Grande guerra e le conseguenze (1914-1922)

### La neutralità

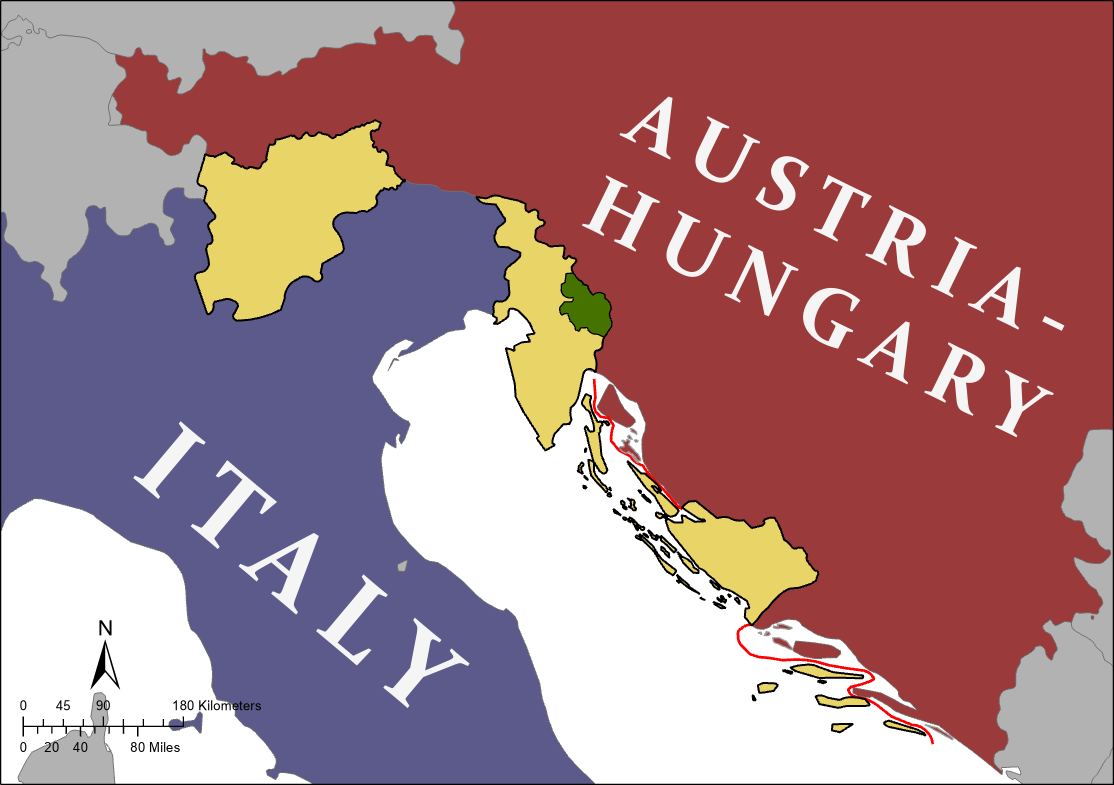
In giallo i territori promessi all'Italia con il Patto di Londra

Nella prima guerra mondiale l'Italia rimase inizialmente neutrale. L'azione austro-ungarica contro la Serbia era contraria agli interessi italiani. Roma non desiderava l'egemonia asburgica nella regione balcanica, ma ammetteva pure l'ipotesi di fornire all'alleata sostegno contro la Serbia, in cambio di compensi territoriali, ai sensi dell'articolo VII del Trattato della Triplice Alleanza. Per Roma, tali compensi territoriali dovevano consistere nelle province italiane dell'impero asburgico. Il governo asburgico concesse la legittimità dell'interpretazione italiana dell'articolo VII, ma respinse seccamente l'idea che i compensi potessero consistere in territori del suo impero (come il Trentino). Ciò persuase il governo italiano che gli eventuali compensi concessi non sarebbero stati tali da giustificare lo sforzo bellico, né a convincere l'opinione pubblica italiana dell'opportunità di scendere in guerra con Vienna e Berlino. La neutralità fu dunque il risultato di una situazione in cui l'Italia aveva molto da rischiare, e poco da guadagnare, dalla partecipazione alla guerra al fianco di Vienna e Berlino.
Poi l'Italia scelse di scendere al fianco degli alleati il 23 maggio 1915 dopo la firma del segreto Patto di Londra. L'accordo prevedeva che l'Italia entrasse in guerra al fianco dell'Intesa entro un mese, e in cambio avrebbe ottenuto, in caso di vittoria, il Trentino, il Tirolo fino al Brennero (Alto Adige), la Venezia Giulia, l'intera penisola istriana, con l'esclusione di Fiume e la Dalmazia settentrionale.
Per quanto riguarda i possedimenti coloniali l'Italia avrebbe conquistato l'arcipelago del Dodecaneso (occupato, ma non annesso a colonia dopo la guerra italo-turca), la base di Valona in Albania, il bacino carbonifero di Adalia in Turchia, nonché un'espansione delle colonie africane, a scapito della Germania (l'Italia in Africa possedeva già Libia, Somalia ed Eritrea).

### L'ingresso nella prima guerra mondiale

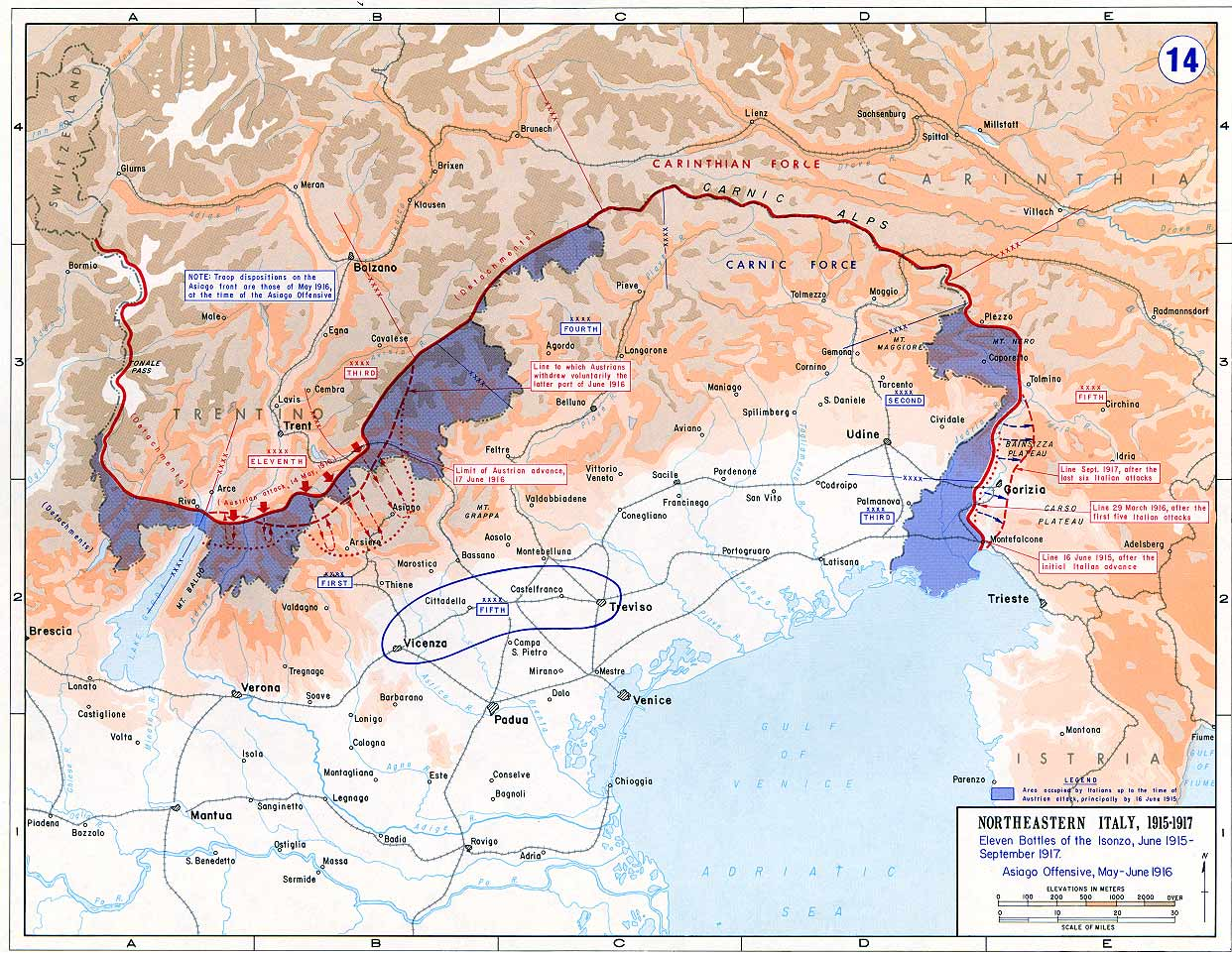
In viola: territori conquistati dall'Italia nella prima offensiva sul fronte dell'Isonzo terminata il 16 giugno 1915

Lo Stato italiano decise di entrare in guerra il 24 maggio 1915. Il comando dell'esercito venne affidato al generale Luigi Cadorna, che aveva come obiettivo il raggiungimento di Vienna passando per Lubiana. Vittorio Emanuele III si dimostrò ancora una volta favorevole all'entrata in guerra a fianco di Gran Bretagna, Francia e Russia. Allo scoppio della prima guerra mondiale, Il re si recò personalmente al quartier generale in Veneto, lasciando la luogotenenza del Regno allo zio Tommaso, duca di Genova.
All'alba del 24 maggio il Regio Esercito sparò il primo colpo di cannone contro le postazioni austro-ungariche asserragliate a Cervignano del Friuli che, poche ore più tardi, divenne la prima città conquistata. All'alba dello stesso giorno la flotta austro-ungarica bombardò la stazione ferroviaria di Manfredonia; alle 23:56, bombardò Ancona. Lo stesso 24 maggio cadde il primo soldato italiano, Riccardo Di Giusto. Il fronte aperto dall'Italia ebbe come teatro le Alpi, dallo Stelvio al mare Adriatico. Lo sforzo principale per sfondare il fronte fu concentrato nella regione delle valli dell'Isonzo, in direzione di Lubiana.
Dopo un'iniziale avanzata italiana, gli austro-ungarici ricevettero l'ordine di trincerarsi e resistere. Si arrivò così a una guerra di posizione simile a quella che si stava svolgendo sul fronte occidentale: l'unica differenza consisteva nel fatto che, mentre sul fronte occidentale le trincee erano scavate nel fango, sul fronte italiano erano scavate nelle rocce e nei ghiacciai delle Alpi fino e oltre i 3.000 metri di altitudine. Nelle ultime battaglie dell'Isonzo, combattute alla fine del 1915, le perdite italiane ammontarono a oltre 60.000 morti e più di 150.000 feriti, equivalenti a circa un quarto delle forze mobilitate.

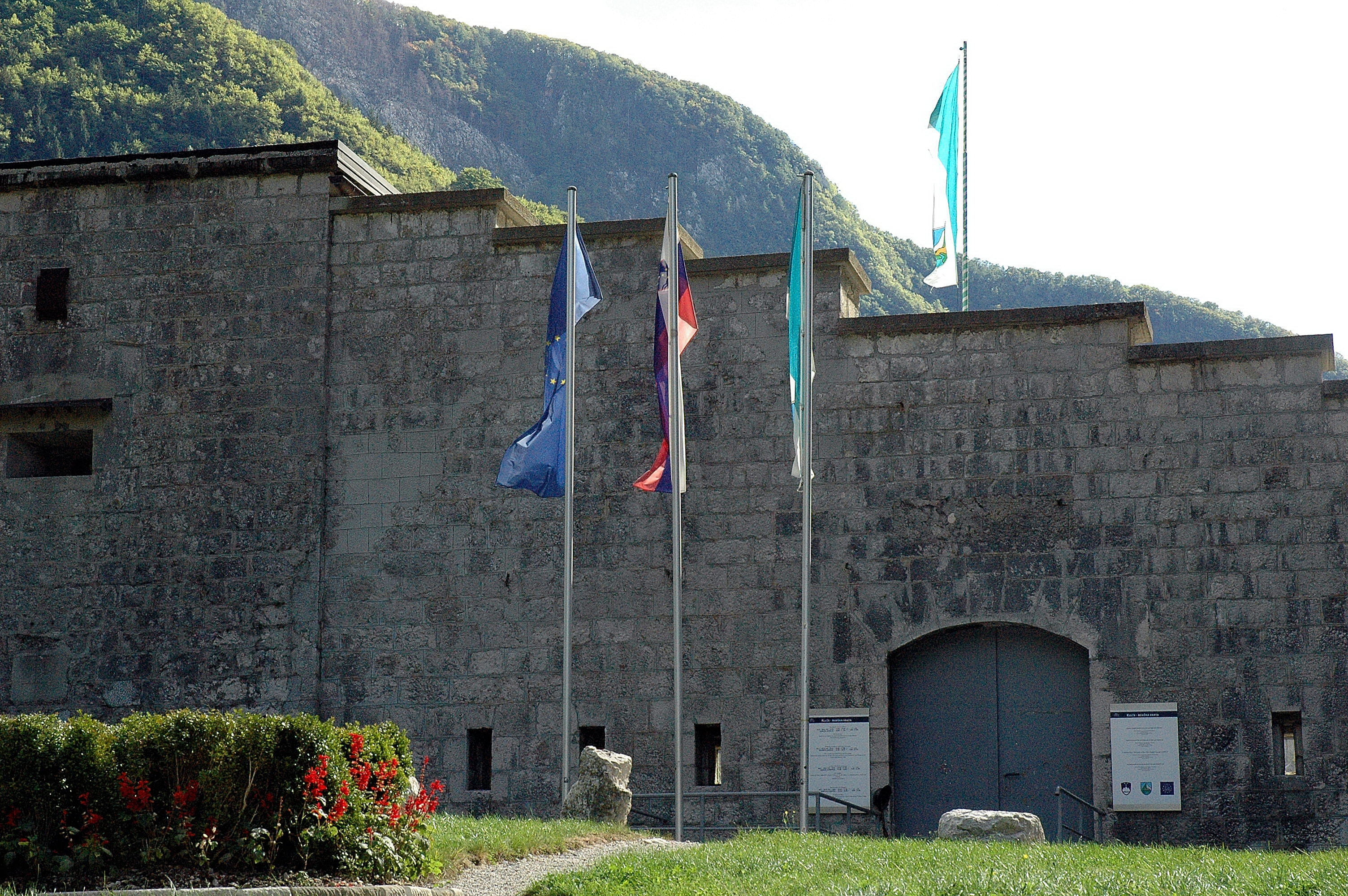
Un bastione austro-ungarico presso Plezzo

L'inizio del 1916 fu caratterizzato dalla quinta battaglia dell'Isonzo che non portò ad alcun risultato. Negli scontri che seguirono gli austro-ungarici sfondarono in Trentino, occupando l'altopiano di Asiago. Questa offensiva fu fermata a fatica dall'Esercito italiano che reagì con una controffensiva respingendo il nemico fino all'altopiano del Carso. Lo scontro fu chiamato battaglia degli Altipiani.
Il 4 agosto 1916 fu conquistata Gorizia che, pur non essendo di importanza strategica, fu presa a caro prezzo (20.000 morti e 50.000 feriti). Anche le ultime tre battaglie combattute nell'anno non portarono a nessun guadagno strategico a fronte però di 37.000 morti e 88.000 feriti.
Oltre alla conquista di Gorizia, l'unico guadagno territoriale fu l'avanzamento del fronte di qualche chilometro in Trentino. Il 18 agosto 1917 ebbe inizio la più imponente offensiva italiana nel conflitto, con 600 battaglioni e 5.200 pezzi d'artiglieria (a fronte, rispettivamente dei 250 e 2.200 austriaci). Nonostante lo sforzo la battaglia non portò a nessun acquisto territoriale né tanto meno alla conquista di postazioni strategiche. Ingente fu il prezzo pagato con il sangue (30.000 morti, 110.000 feriti e 20.000 tra dispersi o prigionieri).

### Lo sfondamento degli austriaci

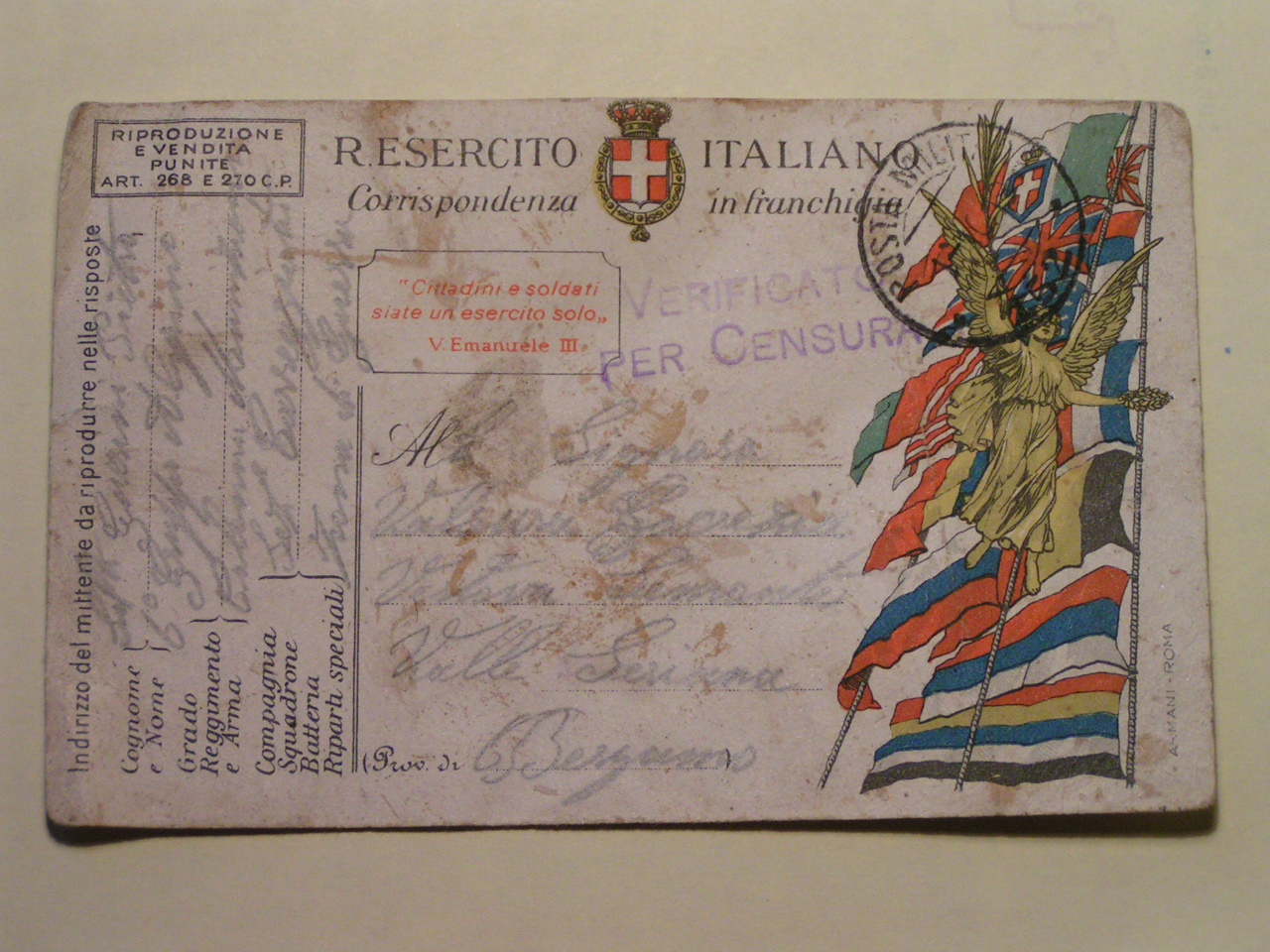
La cartolina di un soldato al fronte alla famiglia

Mappa dell'avanzata austro-ungarica tedesca in seguito alla rotta italiana

Nell'ottobre 1917 la Russia abbandonò il conflitto a causa della rivoluzione comunista. Le truppe degli Imperi centrali furono spostate dal fronte orientale a quello occidentale. Visti gli esiti dell'ultima offensiva italiana e i rinforzi provenienti dal fronte orientale, austro-ungarici e tedeschi decisero di tentare l'avanzata. Il 24 ottobre gli austro-ungarici e i tedeschi ruppero il fronte convergendo su Caporetto e accerchiarono la 2ª Armata comandata dal generale Luigi Capello. I generali Luigi Capello e Luigi Cadorna da tempo avevano il sospetto di un probabile attacco, ma sottovalutarono le notizie e l'effettiva capacità offensiva delle forze nemiche. Gli austriaci avanzarono per 150 km in direzione sud-ovest raggiungendo Udine in soli quattro giorni. L'unica armata che resistette al disastro fu la 3ª, guidata da Emanuele Filiberto di Savoia, cugino di re Vittorio Emanuele III.

La rottura del fronte di Caporetto provocò il crollo delle postazioni italiane lungo l'Isonzo, con la ritirata delle armate schierate dall'Adriatico fino alla Valsugana, in Trentino. I 350.000 soldati dislocati lungo il fronte si diedero a una ritirata disordinata assieme a 400.000 civili che scappavano dalle zone invase. Ingenti furono le perdite di materiale bellico. Inizialmente si tentò di fermare il ripiegamento portando il nuovo fronte lungo il fiume Tagliamento, con scarso successo, poi al fiume Piave, dove, l'11 novembre 1917, la ritirata ebbe fine anche grazie al diniego di re Vittorio Emanuele III alla proposta di indietreggiare fino al Mincio.

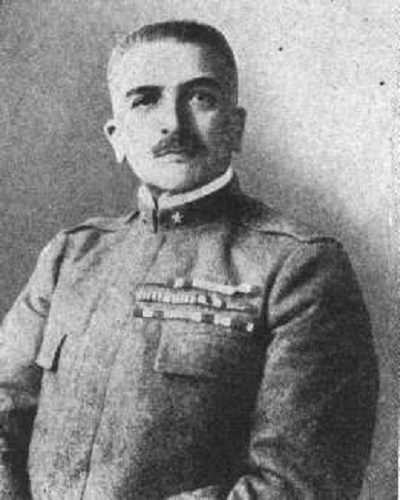
Armando Diaz

A seguito della disfatta, il generale Cadorna, nel comunicato emesso il 29 ottobre 1917, indicò, in modo errato e strumentale «la mancata resistenza di reparti della II armata» come la motivazione dello sfondamento del fronte da parte dell'esercito austro-ungarico. In seguito Cadorna, invitato a far parte della Conferenza interalleata a Versailles, venne sostituito dal generale Armando Diaz, l'8 novembre 1917, dopo che la ritirata si stabilizzò definitivamente sulla linea del Monte Grappa e del Piave. La disfatta portò alcune conseguenze: Cadorna venne rimosso dall'incarico e sostituito dal generale Armando Diaz nel ruolo di capo di stato maggiore. Oltre a Cadorna perse il posto anche il generale Luigi Capello, ritenuto principale responsabile della sconfitta. Un altro effetto della disfatta fu l'elevato malcontento nelle truppe, i disordini furono frequenti, e molti si conclusero con sommarie fucilazioni. Sul piano politico il governo presieduto da Paolo Boselli fu costretto alle dimissioni per essere subito sostituito da Vittorio Emanuele Orlando, 

### La vittoria

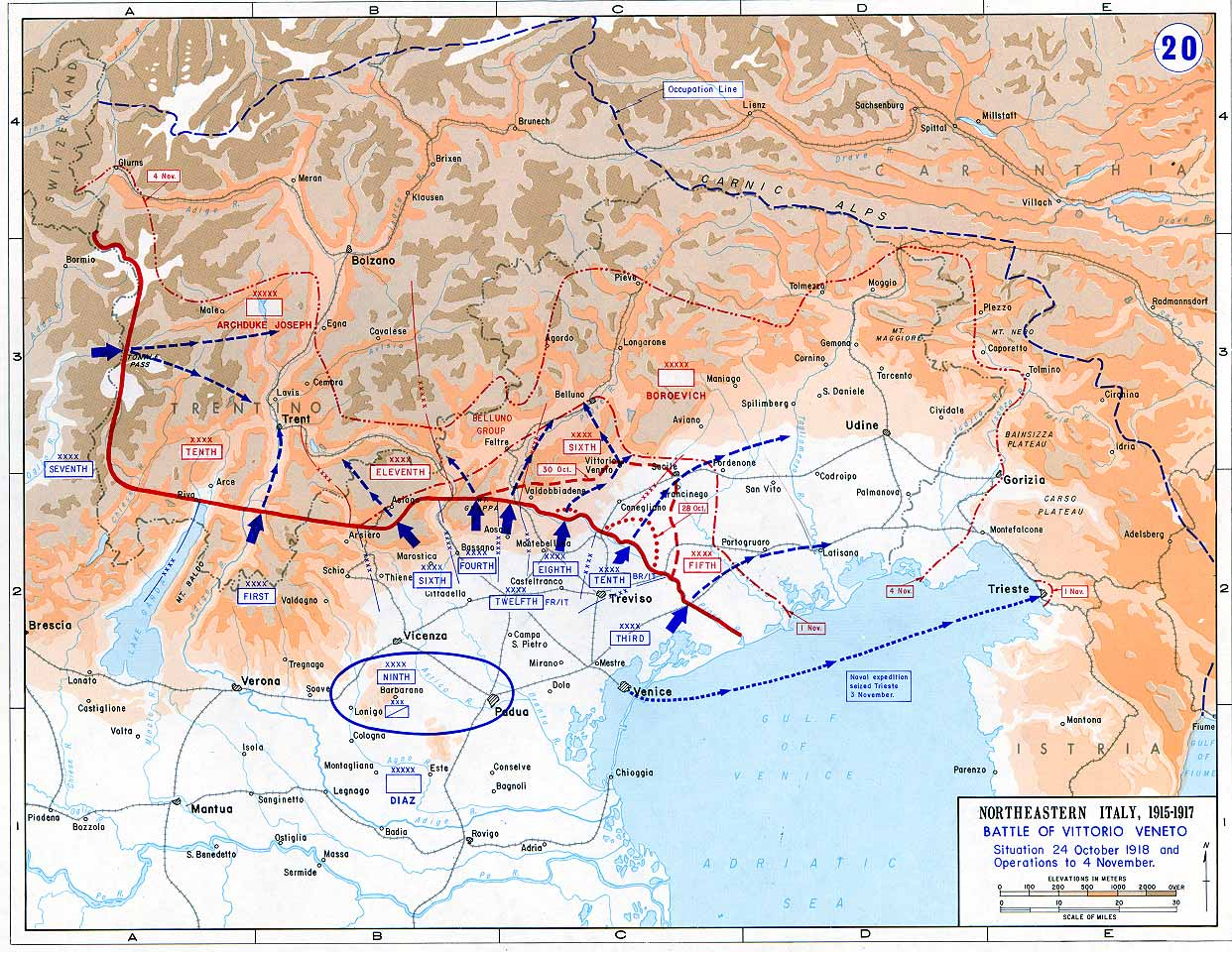
Schema della Battaglia di Vittorio Veneto nel 1918 risultata decisiva per la vittoria italiana nella guerra

La severa disciplina di Cadorna, i lunghi mesi in trincea e il disastro di Caporetto avevano fiaccato l'esercito. Per i militari più religiosi furono anche determinanti le parole di papa Benedetto XV sull'”inutile strage”. Diaz, per fronteggiare questi problemi e per raggiungere la vittoria, cambiò completamente strategia. Innanzitutto alleggerì la disciplina ferrea. Secondariamente, essendo il nuovo fronte meglio difendibile di quello lungo l'Isonzo, puntò ad azioni mirate alla difesa del territorio nazionale, piuttosto che a sterili ma sanguinosi contrattacchi. Ciò determinò il compattamento delle truppe e della nazione, presupposto per la vittoria finale. Già nel 1917 fu chiamata alle armi la classe dei nati nel 1899 (i cosiddetti “Ragazzi del '99”).
Gli austro-ungarici fermarono gli attacchi in attesa della primavera del 1918, preparando un'offensiva che li avrebbe dovuti portare a penetrare nella pianura veneta.
L'offensiva austro-ungarica arrivò il 15 giugno: l'esercito dell'Impero attaccò con 66 divisioni nella battaglia del solstizio (15-22 giugno 1918), che vide gli italiani resistere all'assalto. Gli austro-ungarici persero le loro speranze, visto che il paese era ormai a un passo dal tracollo, assillato dall'impossibilità di continuare a sostenere lo sforzo bellico sul piano economico e su quello sociale, data l'incapacità dello Stato di farsi garante dell'integrità dello Stato multinazionale asburgico. Con i popoli dell'impero asburgico sull'orlo della rivoluzione, l'Italia anticipò di un anno l'offensiva prevista per il 1919 per impegnare le riserve austro-ungariche e impedire loro la prosecuzione dell'offensiva sul fronte francese.
Da Vittorio Veneto, il 23 ottobre partì l'offensiva, con condizioni climatiche pessime. Gli italiani avanzarono rapidamente in Veneto, Friuli e Cadore e il 29 ottobre l'Austria-Ungheria si arrese. Il 3 novembre, a Villa Giusti, presso Padova l'esercito dell'Impero firmò l'armistizio; i soldati italiani entrarono a Trento mentre i bersaglieri sbarcarono a Trieste, chiamati dal locale comitato di salute pubblica, che però aveva richiesto lo sbarco di truppe dell'Intesa. Il giorno seguente, mentre il generale Armando Diaz annunciava la vittoria, venivano occupate Rovigno, Parenzo, Zara, Lissa e Fiume. Quest'ultima - pur non prevista tra i territori promessi dal Patto di Londra - venne occupata in seguito agli eventi del 30 ottobre 1918 quando il Consiglio Nazionale, insediatosi nel municipio dopo la fuga degli ungheresi e la presa del potere da parte di truppe croate, aveva proclamato l'unione della città all'Italia sulla base dei principi wilsoniani.
Secondo alcune ricostruzioni, l'esercito italiano avrebbe inteso occupare anche Lubiana, ma fu fermato poco oltre Postumia dalle truppe serbe. Il 5 novembre reparti della Marina entravano a Pola, occupata per alcuni giorni da alcuni reparti militari sloveni e croati già facenti parte dell'esercito austriaco, a nome dell'appena costituito (ed effimero) Stato degli Sloveni, Croati e Serbi. Il giorno seguente venivano inviati altri mezzi a Sebenico che diventava la sede principale del Governo Militare della Dalmazia.
L'ultimo caduto italiano è stato il sottotenente Alberto Riva Villa Santa di 19 anni, appartenente all'8º Reggimento bersaglieri, caduto poco prima delle ore 15 del 4 novembre 1918 a Paradiso poco distante da Udine.

### La vittoria mutilata e l'impresa di Fiume

Il confine italiano nel 1924 stabilito dai trattati di Saint-Germain-en-Laye (1919), Rapallo (1920) e Roma (1924)

Alla conferenza di pace di Parigi le richieste territoriali italiane stabilite col patto di Londra non furono accettate dagli Alleati, in particolare si oppose il presidente statunitense Thomas Woodrow Wilson, che in base al principio dell'autodeterminazione dei popoli riteneva l'annessione della Dalmazia all'Italia lesiva nei confronti delle popolazioni slave che vi risedevano. La Francia inoltre non vedeva di buon occhio una Dalmazia italiana poiché avrebbe consentito all'Italia di controllare i traffici provenienti dal Danubio. La "questione adriatica" provocò la protesta dell'Italia: Vittorio Emanuele Orlando e Sidney Sonnino abbandonarono la conferenza di pace, mentre le altre potenze vincitrici furono libere di continuare le trattative. Con la firma del trattato di Versailles l'Italia acquisì dall'Impero austro-ungarico il Trentino-Alto Adige, la Venezia Giulia, l'Istria e alcuni territori del Friuli, mentre la Dalmazia fu incorporata nel neonato Regno dei Serbi, Croati e Sloveni con l'eccezione di Zara, a maggioranza italiana, e dell'isola di Lagosta. Sul piano coloniale al Regno d'Italia furono assegnate alcune compensazioni territoriali in Africa, come l'Oltregiuba in Somalia britannica, oltre a una ridefinizione dei confini tra la Libia e il Ciad, già possedimento francese, anche se di fatto all'Italia non fu concesso partecipare alla ripartizione delle colonie tedesche.
Tra gli strati sociali più scontenti e più soggetti alle suggestioni e alla propaganda nazionalista si infiammò il mito della vittoria mutilata, emersero le organizzazioni di reduci e in particolare quelle che raccoglievano gli ex-arditi (truppe scelte d'assalto), presso le quali, al malcontento generalizzato, si aggiungeva il risentimento causato dal non aver ottenuto un adeguato riconoscimento per i sacrifici, il coraggio e lo sprezzo del pericolo dimostrati in anni di duri combattimenti al fronte. Il 12 settembre 1919 Gabriele D'Annunzio, contando sulla complicità dei comandi militari, occupò la città di Fiume inaugurando la reggenza italiana del Carnaro e aprendo una crisi internazionale.

### Il "biennio rosso" e la nascita del fascismo
Il prezzo delle annessioni fu però altissimo: 651.010 soldati, 589.000 civili per un totale 1.240.000 morti su di una popolazione di soli 36 milioni, con la più alta mortalità nella fascia di età compresa tra 20 e 24 anni. Le conseguenze sociali ed economiche furono pesantissime: l'Italia con la sua economia basata sull'agricoltura perse una grossa fetta della sua forza lavoro causando la rovina di moltissime famiglie. Le casse statali erano quasi vuote anche perché la lira durante il conflitto aveva perso buona parte del suo valore, a fronte di un costo della vita aumentato di almeno il 450%. Scarseggiavano le materie prime e le industrie faticavano a convertire la produzione da bellica a civile e ad assorbire l'abbondanza di manodopera accresciuta dai soldati di ritorno dal fronte. Nella primavera del 1919 gli operai nelle fabbriche e i braccianti nelle campagne scesero in sciopero per rivendicare aumenti salariali e migliori condizioni di vita; ma agiva in loro anche il richiamo alla rivoluzione socialista, sull'esempio di quella in atto nella Russia di Lenin, iniziava il biennio rosso. Il movimento popolare, indirizzato dai sindacati e dal Partito Socialista Italiano (PSI) , mancò di una chiara linea di conduzione perché venne disorientato dalle divisioni all'interno della sinistra, in particolare dallo scontro tra massimalisti e riformisti. Nel 1919 fu fondato dal sacerdote Luigi Sturzo il Partito Popolare Italiano (PPI), sotto gli auspici della Chiesa. In queste condizioni si tennero le elezioni politiche del 1919 che videro l'affermazione di due maggiori partiti di massa: il PSI e il PPI a dispetto delle liste liberali.
Nel giugno del 1920 fece ritorno alla presidenza del consiglio Giolitti, che per esperienza e prestigio si pensava potesse comporre i contrasti politici. Egli risolse la questione adriatica, firmando con la Jugoslavia il trattato di Rapallo (12 novembre 1920), che riconosceva all'Italia Zara e le isole di Cherso, Lussino, Pelagosa, Lagosta e Cazza. Le legioni fiumane furono cacciate dalla città dal Regio Esercito nel cosiddetto "natale di sangue" e fu istituito lo Stato libero di Fiume (riaccorpato all'Italia nel 1924 col trattato di Roma). l 18 settembre 1920, grazie ad un accordo italo-albanese (accordo di Tirana del 2 agosto 1920, in cambio delle pretese italiane su Valona) e ad un accordo con la Grecia, l'isola di Saseno entrò a far parte dell'Italia, la quale la voleva per la sua posizione strategica all'imbocco del Mare Adriatico. Nel 1923 il trattato di Losanna assegnava ufficialmente il Dodecaneso e Rodi all'Italia; sarebbero rimaste sue colonie fino al 1945. Le difficoltà per Giolitti vennero dalla situazione interna, perché cresceva nei ceti medi e nei possidenti, allarmati dalle vittorie socialiste alle elezioni amministrative, l'attesa di una risposta autoritaria, mentre l'opinione pubblica moderata era turbata dal disordine e dalle violenze generate dai tumulti del movimento operaio da quanti speravano di innescare una situazione rivoluzionaria, a somiglianza di quanto era da poco accaduto in Russia, e che stava accadendo in quegli anni in altri paesi dell'Europa centrale come, ad esempio, nell'effimero caso della Repubblica Bavarese dei Consigli. Giolitti decise così di evitare di reprimere le rivolte del "biennio rosso", che culminarono con l'occupazione delle fabbriche nel settembre 1920 per poi terminare. Dal timore di una possibile rivoluzione comunista sull'esempio russo, scaturì l'inizio della reazione della piccola e media borghesia, che decise di fare affidamento ai Fasci italiani di combattimento, fondati da Benito Mussolini il 19 marzo 1919. Al neonato movimento mancava inizialmente una base ideologica ben delineata e lo stesso Mussolini non s'era in un primo tempo schierato a favore di questa o quell'altra idea, ma semplicemente contro tutte le altre. Nelle sue intenzioni il fascismo avrebbe dovuto rappresentare la "terza via". Nel movimento confluirono arditi, futuristi, nazionalisti, ex combattenti d'ogni arma ma anche elementi di dubbia moralità. Appena venti giorni dopo la fondazione dei Fasci le neonate squadre d'azione si scontrarono con i socialisti e assaltarono la sede del giornale socialista L'Avanti!, devastandola: l'insegna del giornale fu divelta e portata a Mussolini come trofeo. Era l'inizio della guerra squadrista.

### Lo squadrismo fascista

Devastazione di una sede sindacale a Roma nel 1920

Nel giro di qualche mese le squadre fasciste si diffusero in tutta Italia dando al movimento una forza paramilitare. Per due anni l'Italia fu percorsa da nord a sud dalle violenze fasciste con la sostanziale inazione da parte delle istituzioni. I fascisti espressero la volontà di «trasformare, se sarà inevitabile anche con metodi rivoluzionari, la vita italiana» autodefinendosi "partito dell'ordine" riuscendo così a guadagnarsi la fiducia dei ceti più ricchi e conservatori, contrari a ogni agitazione e alle rivendicazioni sindacali, nella speranza che la massa d'urto dei fasci si potesse opporre alle agitazioni promosse dai socialisti e dai cattolici popolari. Mussolini riuscì così a catalizzare sia le ambizioni di crescita sinora frustrate della piccola borghesia, disposta persino all'uso della violenza, sia lo spirito di rivalsa diffuso tra i grandi detentori di ricchezze, gli agrari in primo luogo, a questi si aggiungevano, come "cani sciolti", i molti studenti universitari affascinati dalla carica eversiva e rivoluzionaria dell'arditismo come dall'idealismo e dalla mistica fascista e infine tutti quei nazionalisti declinanti al patriottismo massimalista. Iniziarono allora le violenze delle squadre di volontari fascisti, le camicie nere, contro le sedi e gli uomini del movimento operaio e socialista.
Il 12 novembre 1921 il movimento fascista fu trasformato nel Partito Nazionale Fascista (PNF), accettando alcuni compromessi legalitari e costituzionali con le forze moderate. In quel periodo il PNF giunse ad avere ben 300.000 iscritti (nel momento di massima espansione il PSI aveva superato di poco i 270.000 iscritti) forte anche dell'appoggio dei latifondisti emiliani e toscani. Proprio in queste regioni le squadre guidate dai ras furono più determinate a colpire i sindacalisti e i socialisti, intimidendoli con la famigerata pratica del manganello e dell'olio di ricino, o addirittura commettendo omicidi che restavano il più delle volte impuniti. Nel frattempo il fronte socialista andava sfaldandosi, nel 1921 a Livorno con una scissione in seno al PSI nacque il Partito Comunista d'Italia (PCd'I) con Antonio Gramsci come leader. Di fronte alla situazione politica mutata Giolitti convocò nuove elezioni alleandosi con i fascisti. Alle elezioni politiche del 1921 ci fu un lieve arretramento dei socialisti, mentre i fascisti ottennero 35 seggi.

## Il regime fascista (1922-1943)

### Il fascismo al governo

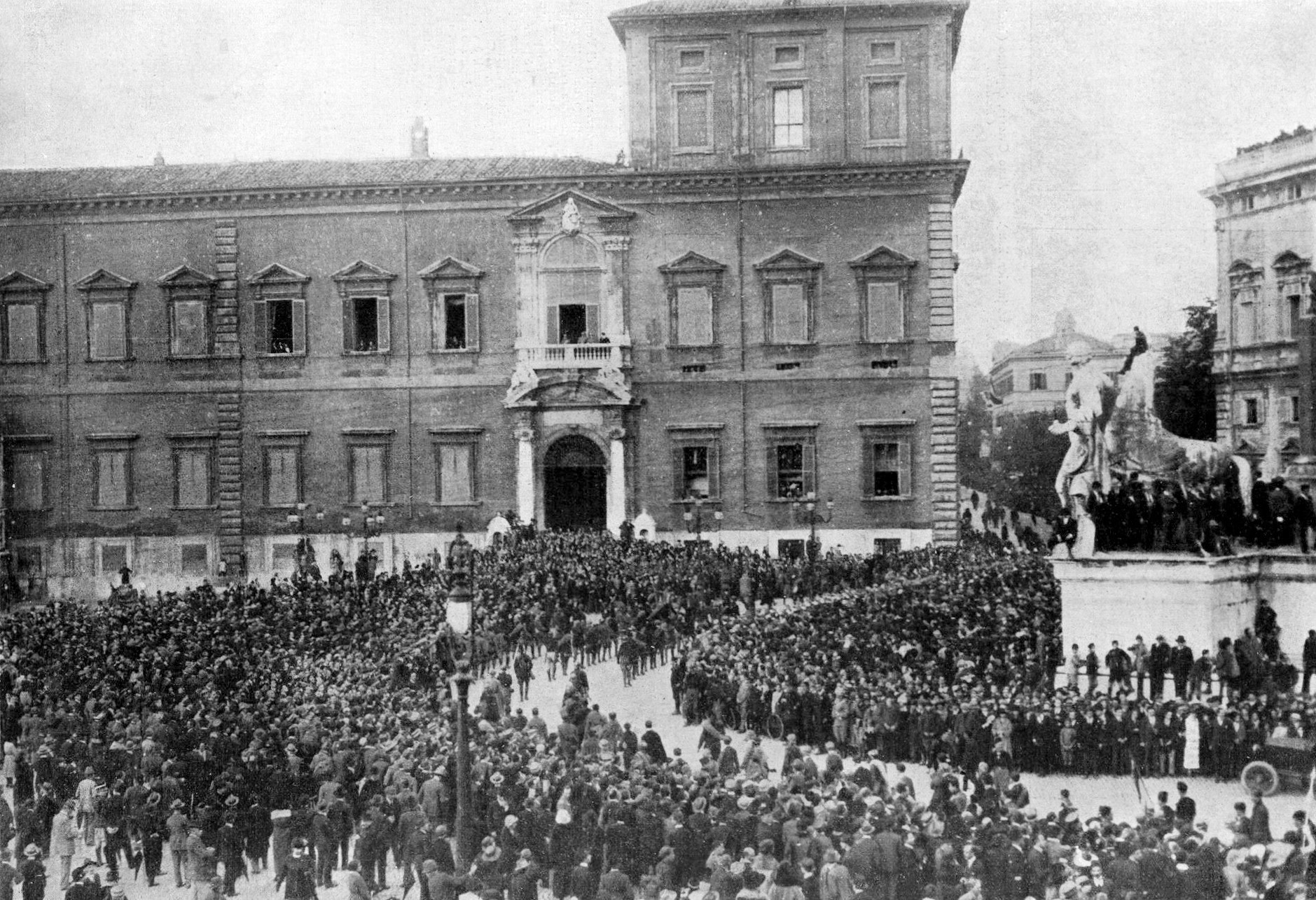
Sfilata delle squadre fasciste il 31 ottobre 1922 in seguito al giuramento del governo Mussolini

Nella notte tra il 27 e il 28 ottobre 1922 le squadre d'azione del Partito Nazionale Fascista (PNF), capeggiate da un quadrumvirato composto da Italo Balbo, Cesare Maria De Vecchi, Emilio De Bono e Michele Bianchi, cominciarono ad affluire in massa verso Roma, esercitando sulle istituzioni una pressione di tipo paramilitare per favorire l'ascesa al potere di Benito Mussolini. Le avvisaglie della "marcia su Roma" provocarono la crisi del secondo governo Facta, che rassegnò definitivamente le dimissioni la mattina del 28 ottobre in seguito al rifiuto di re Vittorio Emanuele III di firmare il decreto sullo stato d'assedio della capitale. Sfumata l'ipotesi di un governo guidato da Antonio Salandra che includesse anche ministri fascisti, il 29 ottobre il re conferì a Mussolini l'incarico di formare un nuovo governo. Il governo Mussolini nacque quindi come un governo di coalizione, comprendendo oltre ai ministri fascisti, anche quelli di area liberale e popolare, ottenendo la maggioranza nel voto parlamentare. Nel discorso d'insediamento mussolini tranquillizzò la classe dirigente economica e liberale. Fra le prime iniziative intraprese dal governo vi fu il tentativo di istituzionalizzare le squadre fasciste, che continuavano a commettere violenze, con la creazione della Milizia Volontaria per la Sicurezza Nazionale (MVSN). Il governo inoltre introdusse provvedimenti a favore dei mutilati e degli invalidi di guerra, drastiche riduzioni della spesa pubblica, la riforma Gentile, che gerarchizzò il corpo scolastico istituì l'insegnamento della religione cattolica nelle scuole, la firma degli accordi di Washington sul disarmo navale, e l'accettazione dello status quo col regno di Jugoslavia circa le frontiere orientali e la protezione della minoranza italiana in Dalmazia.

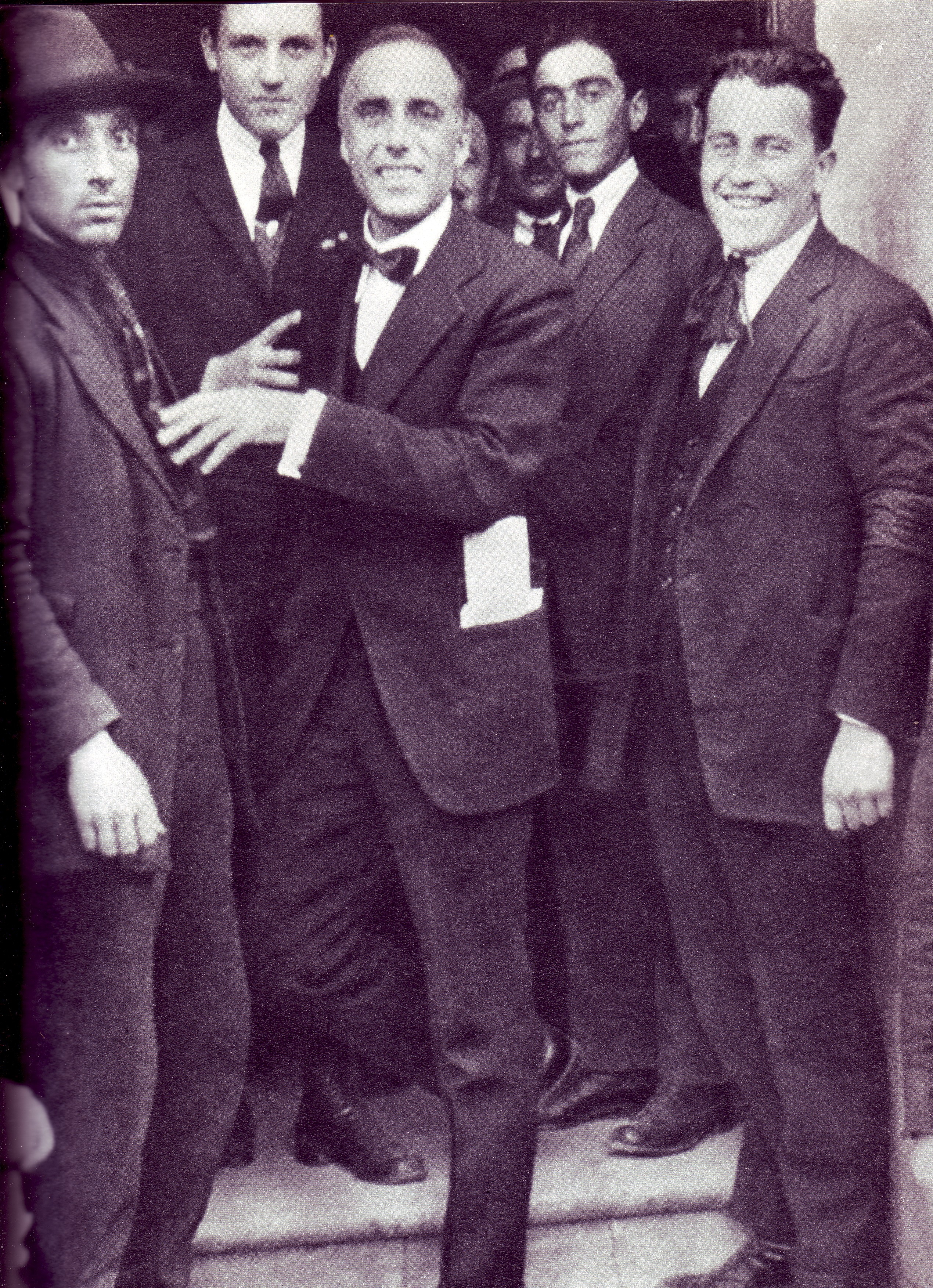
Giacomo Matteotti dopo elezioni politiche del 1924

In vista delle elezioni del 6 aprile 1924 Mussolini fece approvare una nuova legge elettorale, la cosiddetta "Legge Acerbo", che avrebbe dato i due terzi dei seggi alla lista che avesse raccolto il 25% dei voti. La campagna elettorale si tenne in un clima di tensione senza precedenti con intimidazioni e pestaggi. La Lista Nazionale guidata da Mussolini ottenne il 60,9% dei voti. Il 30 maggio 1924 il deputato socialista Giacomo Matteotti prese la parola alla Camera contestando i risultati delle elezioni. Il 10 giugno 1924 Matteotti venne rapito e ucciso. L'opposizione rispose al delitto Matteotti sospendendo i lavori parlamentari, la cosiddetta "secessione dell'Aventino", ma la posizione di Mussolini tenne fino a quando il 16 agosto il corpo decomposto di Matteotti fu ritrovato nei pressi di Roma. I maggiori esponenti dell'area liberale come Ivanoe Bonomi, Antonio Salandra e Vittorio Emanuele Orlando esercitarono allora pressioni sul re affinché Mussolini fosse destituito, ma Vittorio Emanuele III appellandosi allo Statuto Albertino replicò: «Io sono sordo e cieco. I miei occhi e i miei orecchi sono la Camera e il Senato» e quindi non intervenne. Per risolvere la crisi, il 3 gennaio 1925 in un discorso alla Camera, Mussolini si assunse ogni responsabilità per i fatti avvenuti, dando di fatto inizio alla dittatura.

### L'instaurazione della dittatura

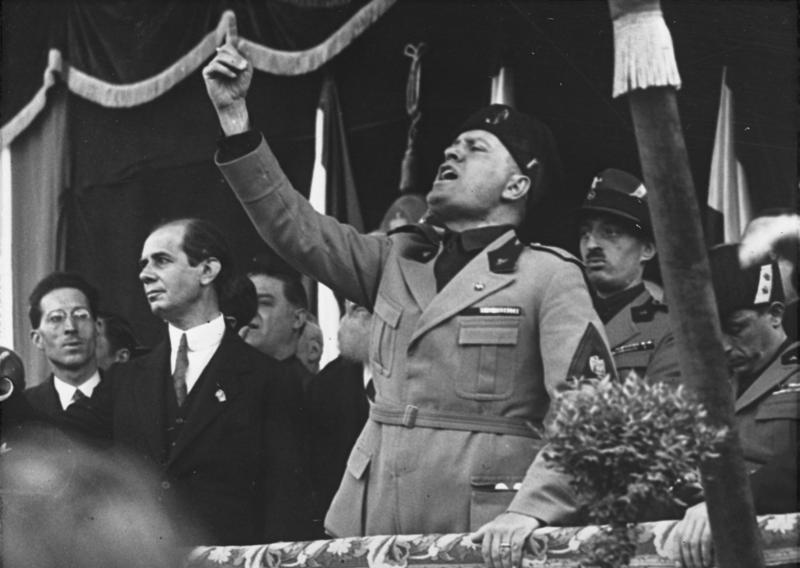
Benito Mussolini in Piazza Duomo a Milano, nel maggio 1930

Nel biennio tra il 1925 e il 1926 il governo emanò una serie di provvedimenti liberticidi, le cosiddette leggi fascistissime: vennero sciolti tutti i partiti e le associazioni sindacali non fasciste, venne soppressa ogni libertà di stampa, di riunione o di parola, venne ripristinata la pena di morte e venne creato il Tribunale speciale con amplissimi poteri, in grado di mandare al confino con un semplice provvedimento amministrativo le persone sgradite al regime. Nel 1928 fu introdotta la legge elettorale pelebiscitaria.
Il primo grosso problema che la dittatura dovette affrontare fu la pesante svalutazione della lira. La ripresa produttiva successiva alla fine della prima guerra mondiale portò effetti negativi quali la carenza di materie prime dovuta alla forte richiesta e a un'eccessiva produttività rapportata ai bisogni reali della popolazione. Nell'immediato, i primi segni della crisi furono un generale aumento dei prezzi, l'aumento della disoccupazione, una diminuzione dei salari e la mancanza di investimenti in Italia e nei prestiti allo Stato. Per risolvere il problema, come in Germania, venne deciso di stampare ulteriore moneta per riuscire a ripagare i debiti di guerra contratti con Stati Uniti e Gran Bretagna. Ovviamente questo non fece altro che aumentare il tasso di inflazione e far perdere credibilità alla lira, che si svalutò pesantemente nei confronti di dollaro e sterlina britannica. Tra le mosse per contrastare la crisi ci furono l'aumento delle ore di lavoro da 8 a 9 senza variazioni di salario, venne istituita la tassa sul celibato, vennero aumentati tutti i possibili prelievi fiscali, venne vietata la costruzione di case di lusso, vennero aumentati i controlli tributari, vennero ridotti i prezzi dei giornali, bloccati gli affitti e ridotti i prezzi dei biglietti ferroviari e dei francobolli. Nel 1929 l'autarchia entrò anche nel linguaggio comune: furono infatti bandite tutte le parole straniere da ogni comunicazione scritta e orale: ad esempio chiave inglese diventò chiave morsa, cognac diventò arzente, ferry-boat diventò treno-battello pontone. Conseguentemente vennero rinominate tutte le città con nome francofono dell'Italia nord-occidentale e con nome tedescofono dell'Italia nord-orientale: secondo la toponomastica fascista, per fare un paio di esempi, Courmayeur diventò Cormaiore e Kaltern diventò Caldaro. Inoltre si scoprì che anche l'uso del lei aveva origini straniere, perciò venne inaugurata una campagna per la sostituzione del lei con il voi, capeggiata dal segretario del partito Achille Starace.

I partecipanti e firmatari dei Patti Lateranensi

L'11 febbraio 1929 furono firmati i Patti Lateranensi, che stabilirono il mutuo riconoscimento tra il Regno d'Italia e lo Stato della Città del Vaticano. Il rapporto tra Stato e Chiesa era precedentemente disciplinato dalla cosiddetta legge delle Guarentigie approvata unilateralmente dal Parlamento italiano il 13 maggio 1871 dopo la presa di Roma, questa legge non venne mai riconosciuta dai pontefici. Tra fascismo e Chiesa ci fu sempre un rapporto ostico: Mussolini si era sempre dichiarato ateo ma sapeva benissimo che per governare in Italia non si poteva andare contro la Chiesa e i cattolici. La Chiesa dal canto suo, pur non vedendo di buon occhio il fascismo, lo preferiva di gran lunga all'ideologia comunista. Con la ratifica del concordato la religione cattolica divenne la religione di Stato in Italia e fu riconosciuta la sovranità e l'indipendenza della Santa Sede.
All'inizio degli anni trenta la dittatura si era ormai stabilizzata ed era fondata su radici solide, e in questo periodo l'aeronautica ricevette un forte impulso e furono organizzate diverse imprese aeronautiche. Dopo le crociere di massa nel Mediterraneo e la prima trasvolata dell'Atlantico meridionale (1931), nel 1933 il quadrumviro della marcia su Roma, Italo Balbo, organizzò la seconda e più famosa trasvolata dell'Atlantico settentrionale per commemorare il decennale dell'istituzione della Regia Aeronautica il 28 marzo 1923. A bordo di 24 idrovolanti SIAI-Marchetti S.55X dal 1º luglio al 12 agosto 1933 Balbo e i suoi uomini compirono la traversata fino a New York e ritorno attraversando tutte le maggiori nazioni europee e buona parte degli Stati Uniti. L'impresa, al tempo rilevante per il numero di velivoli che la portarono a termine e il basso tasso di problemi tecnici, diede al ferrarese notevole fama, tanto che a Chicago (tappa finale in quanto sede dell'Esposizione universale) gli venne subito dedicata un'importante arteria stradale, Balbo Avenue.
L'Eritrea fu oggetto di un ambizioso progetto di modernizzazione, voluto dal Governatore Jacopo Gasparini, che cercò di tramutarla in un importante centro per la commercializzazione dei prodotti e materie prime. Il governo Mussolini cercò innanzitutto di presentarsi in maniera diversa nei confronti dell'Etiopia cercando di attuare un trattato di amicizia con l'amministrazione del reggente Hailé Selassié. Tale accordo si concretizzò nel 1928. In questa fase la colonia eritrea, sotto l'amministrazione del Governatore Jacopo Gasparini cercò di ottenere un protettorato sullo Yemen e creare una base per un impero coloniale sulla penisola araba, ma Mussolini non volle inimicarsi la Gran Bretagna e fermò il progetto. Negli anni venti e trenta l'amministrazione del Dodecaneso da un lato portò degli ammodernamenti, come la costruzione di ospedali e acquedotti, ma si distinse anche per il tentativo di italianizzare con diversi provvedimenti le dodici isole, i cui abitanti erano a maggioranza di lingua greca, con la presenza di una minoranza turca ed ebraica. Durante il regime fascista furono ampliati i possedimenti coloniali. Oltre a Eritrea, Somalia, Libia, Dodecaneso e la concessione di Tientsin, entrarono nella sfera d'influenza italiana la già citata Etiopia e l'Albania. Nel 1928, inoltre, gli italiani cominciarono a penetrare in Etiopia, divenuta ormai il principale interesse del fascismo, e gli etiopi ad attaccare il territorio italiano in Eritrea. L'incidente più importante, però, avvenne a Ual Ual, nel 1934, e Mussolini lo usò in seguito per giustificare la sua guerra contro lo Stato etiopico.

### La guerra d'Etiopia e la nascita dell'Impero

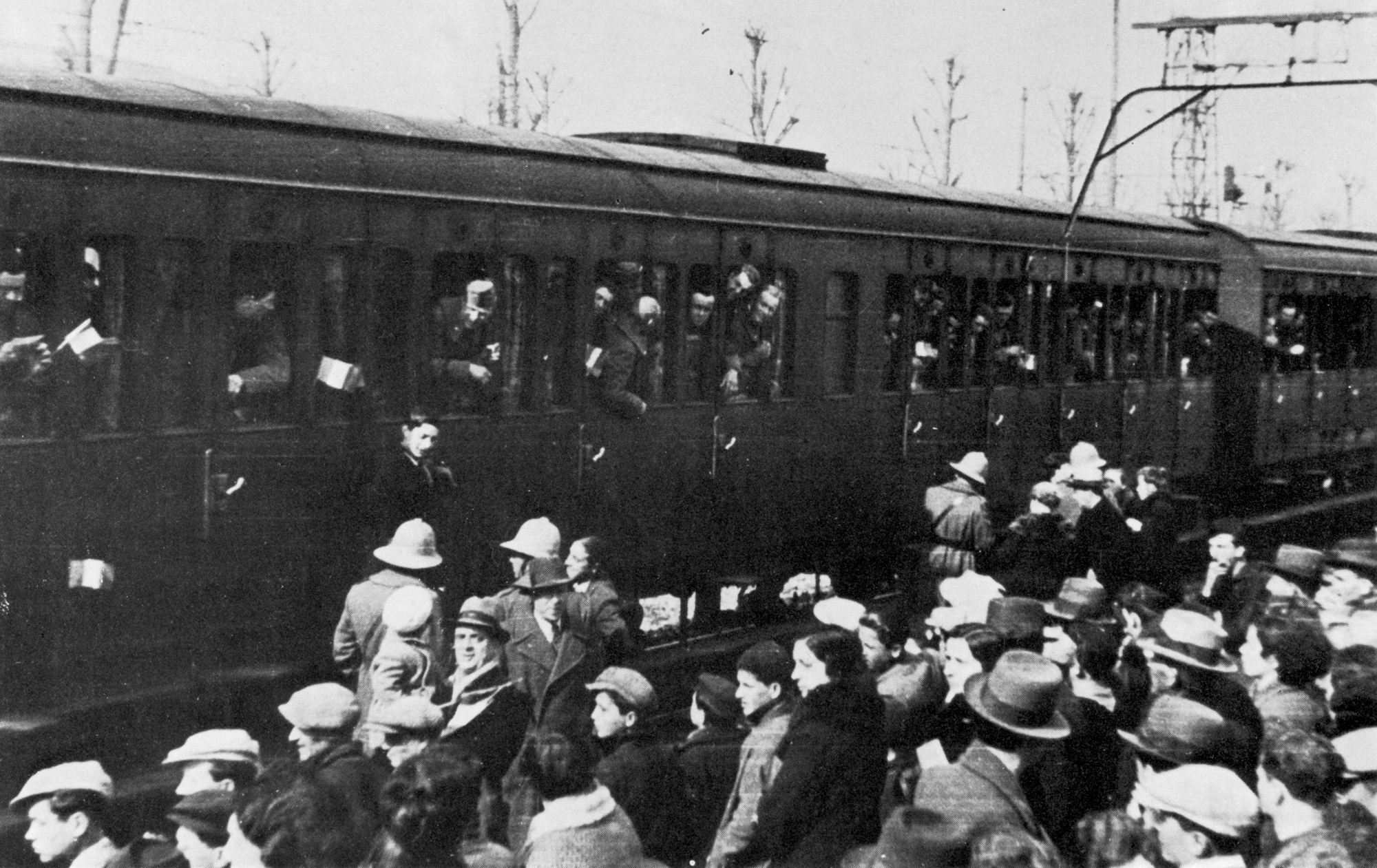
Coloni e soldati italiani in partenza per conquistare e colonizzare l'Abissinia nel 1935

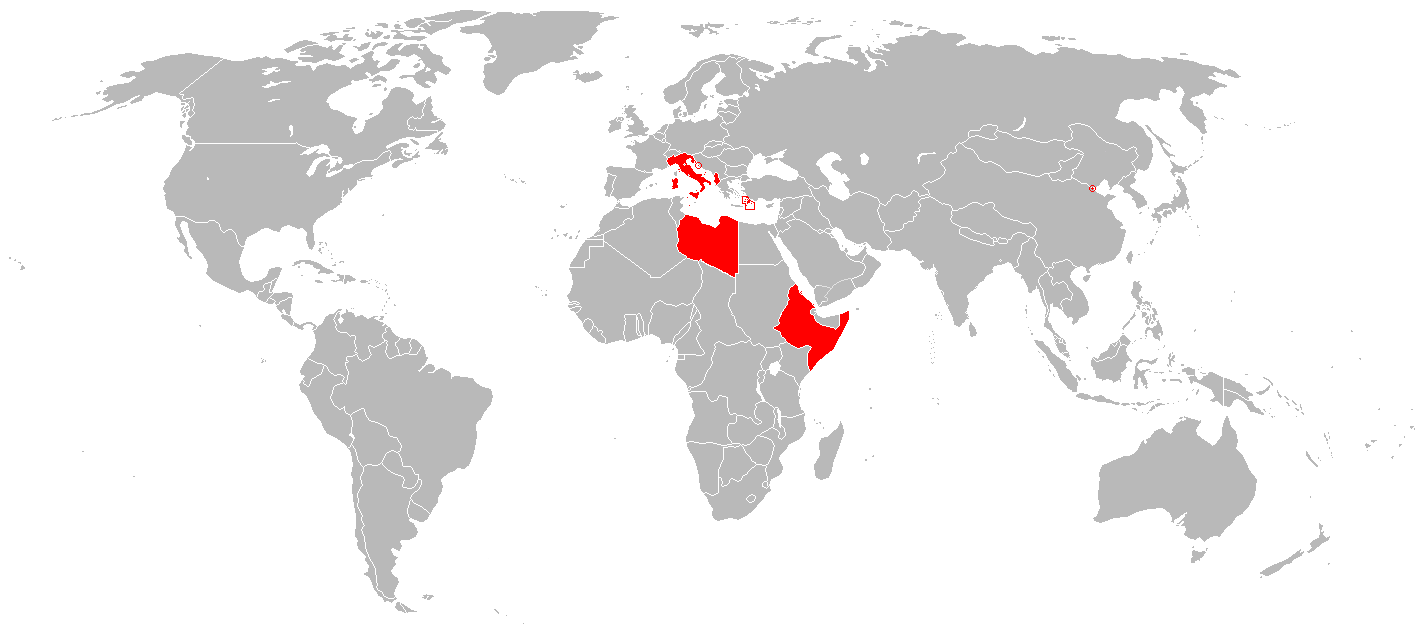
L'Impero coloniale italiano nel 1939, nel momento di massima espansione

A seguito della completa conquista della Libia, avvenuta alla fine degli anni venti, Mussolini manifestò l'intenzione di dare un Impero all'Italia e l'unico territorio rimasto libero da ingerenze straniere era l'Impero d'Etiopia, nonostante fosse membro della Società delle Nazioni. Mussolini nel gennaio 1935 prese accordi con il ministro degli esteri francese, Pierre Laval per assicurarsi un sostegno diplomatico contro l'Etiopia. Pochi mesi più tardi la Società delle Nazioni riconobbe la buona fede di entrambi i Paesi, ma prima l'Etiopia, che presentò ricorso a marzo dello stesso anno, e l'Italia poi, con una dichiarazione del duce a Cagliari non erano soddisfatti. Il 2 ottobre Mussolini dichiarò guerra all'Etiopia e il giorno successivo ebbero inizio le operazioni, con un doppio attacco italiano proveniente sia dalle basi eritree, sotto il comando di De Bono, sia da quelle somale, sotto il comando di Rodolfo Graziani. Contemporaneamente la Società delle Nazioni decise di sanzionare l'Italia per aver attaccato uno Stato membro, con pesanti ripercussioni sull'economia italiana.

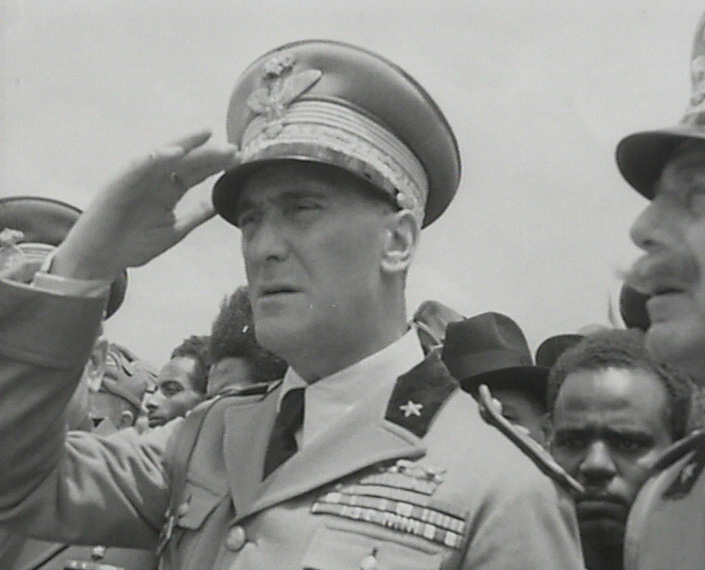
Rodolfo Graziani

Il progetto d'invasione ebbe inizio all'indomani della conclusione degli accordi sul trattato di amicizia. In poco tempo gli italiani avanzarono e sconfissero ripetutamente le truppe abissine; gli scontri terminarono con l'ingresso dell'esercito italiano ad Addis Abeba il 5 maggio 1936. A novembre Pietro Badoglio sostituì De Bono al comando delle truppe. Dopo la guerra del 1935-1936, l'Etiopia era stata conquistata quindi dalle truppe italiane, comandate dal generale Pietro Badoglio. L'Italia era quindi divenuta impero come da progetto del regime. La vittoria fu annunciata il 9 maggio 1936, il Re d'Italia Vittorio Emanuele III assunse il titolo di Imperatore d'Etiopia (con il titolo di Qesar, anziché quello di Negus Neghesti), Mussolini quello di Fondatore dell'Impero, e a Badoglio fu concesso il titolo di Duca di Addis Abeba. La colonia Eritrea venne inglobata nell'Africa Orientale Italiana nel 1936, diventando uno dei sei governi in cui era diviso il vicereame. Nel 1934, Tripolitania e Cirenaica vennero riunite per formare la colonia di Libia. A seguito dell'uccisione di civili e militari italiani in Libia ed Etiopia, durante il dominio coloniale italiano in Africa furono commesse (anche se in misura inferiore a quanto fatto - ad esempio - da inglesi e francesi) alcune atrocità e crimini contro l'umanità.
L'11 ottobre 1935 l'Italia venne sanzionata per la guerra d'Etiopia. Le sanzioni in vigore dal 18 novembre consistevano in: embargo sulle armi e sulle munizioni; divieto di dare prestiti o aprire crediti in Italia; divieto di importare merci italiane; divieto di esportare in Italia merci o materie prime indispensabili all'industria bellica. Paradossalmente, nell'elenco delle merci sottoposte a embargo mancavano petrolio e i semilavorati. In realtà fu soltanto la Gran Bretagna a osservare le regole imposte dalle sanzioni. La Germania hitleriana così come gli Stati Uniti furono i primi due paesi a schierarsi apertamente verso l'Italia, garantendo la possibilità di acquistare qualunque bene. La Russia rifornì di nafta l'Esercito Italiano per tutta la durata del conflitto, e anche la Polonia si dimostrò piuttosto aperta. In questo periodo l'Italia tutta si strinse intorno a Mussolini. La Gran Bretagna venne etichettata col termine di perfida Albione, e le altre potenze furono etichettate come nemiche perché impedivano all'Italia il raggiungimento di un posto al sole. Ritornò in voga il patriottismo e la propaganda politica spinse affinché si consumassero solo prodotti italiani. Fu in pratica la nascita dell'autarchia, secondo la quale tutto doveva essere prodotto e consumato all'interno dello stato. Tutto ciò che non poteva essere prodotto per mancanza di materie prime venne sostituito: il tè con il carcadè, il carbone con la lignite, la lana con il lanital (la lana di caseina), la benzina con il carburante nazionale (benzina con l'85% di alcool) mentre il caffè venne abolito perché «fa male» e sostituito con il "caffè" d'orzo.

### L'alleanza con la Germania nazista e le leggi razziali

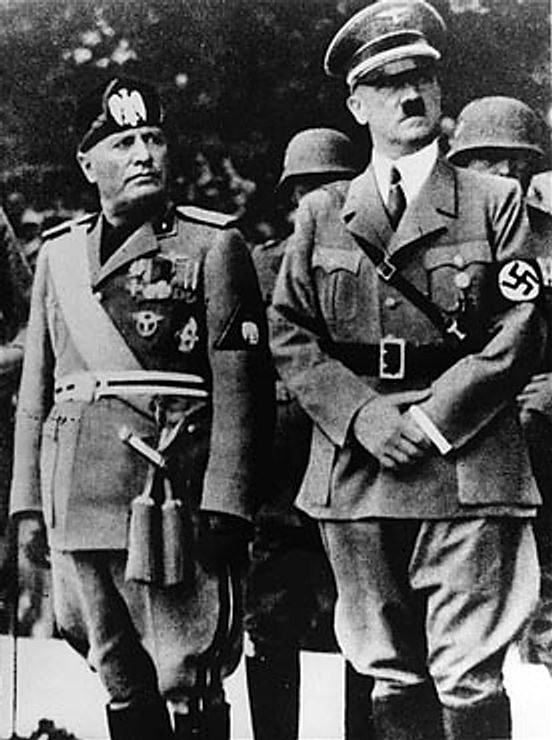
Benito Mussolini con Adolf Hitler nel 1937

Il 18 luglio 1936 scoppiò in Spagna la guerra civile fra le sinistre del Fronte Popolare, al potere dalle elezioni del 1936, e la Falange, una forza ideologicamente paragonabile al fascismo che grazie all'appoggio della Chiesa cattolica spagnola, al contributo militare della Germania e dell'Italia portò il potere nelle mani di Francisco Franco. Allo scoppio delle ostilità oltre 60.000 volontari accorsero da 53 nazioni in aiuto dei repubblicani mentre Mussolini e Hitler fornirono in via ufficiosa l'appoggio alla Falange. In questo contesto non di rado italiani combattenti nelle due parti si scontrarono in una vera e propria lotta fratricida. Gli italiani accorsi a combattere per la Seconda repubblica spagnola erano fra i più numerosi, per nazionalità superati solo da tedeschi e francesi.
Dal 1938 in Europa si iniziò a respirare aria di guerra: Hitler aveva già annesso l'Austria e i Sudeti e con la successiva Conferenza di Monaco gli venne dato il lasciapassare per l'annessione di tutta la Cecoslovacchia. Il 22 maggio 1939 i due ministri degli esteri: Galeazzo Ciano e il tedesco Joachim von Ribbentrop, firmarono il patto d'Acciaio, un accordo che sanciva aiuto reciproco in caso di un conflitto e si definì così l'Asse Roma-Berlino. Alcuni membri del governo italiano si opposero, e lo stesso Galeazzo Ciano, firmatario per l'Italia, definì il patto una «vera e propria dinamite».
Il 14 luglio 1938 fu pubblicato sui maggiori quotidiani nazionali il Manifesto degli scienziati razzisti. In questa sorta di tavola redatta da cinque cattedratici (Arturo Donaggio, Franco Savorgnan, Edoardo Zavattari, Nicola Pende e Sabato Visco) e da cinque assistenti universitari (Leone Franci, Lino Businco, Lidio Cipriani, Guido Landra e Marcello Ricci) venne fissata la «posizione del fascismo nei confronti dei problemi della razza». Con questo manifesto si dava il via a quel processo che portò alla promulgazione delle leggi razziali.
Nell'aprile del 1939 l'Albania fu occupata militarmente e fu imposto come sovrano Vittorio Emanuele III, che assunse anche il titolo di Re d'Albania.

### Il fascismo nella seconda guerra mondiale

#### La non belligeranza
L'Italia non navigava in buone acque, non c'era stato il tempo per recuperare e riorganizzare dalle campagne d'Etiopia e di Spagna, nonché dalla Grande Guerra; i fucili erano vecchi, logori e antiquati, così come l'Aviazione, mentre la marina disponeva di navi moderne. Il dislivello con le altre potenze europee (e più in là extra europee) non era ignorabile, così si decise per non intervenire, una decisione di non belligeranza, comunicata alla Germania il 26 Giugno 1939. Anche Vittorio Emanuele III era personalmente contrario all'entrata in guerra al fianco della Germania.
Ciò non durò molto, innanzitutto perché la non belligeranza non era in linea con l'ideologia e la propaganda fascista, fortemente bellica e nazionalista. Altro motivo fu che Mussolini, viste le vittorie rapide ottenute dai nazisti, che avevano già conquistato Lussemburgo, Belgio, Olanda, Francia e Polonia grazie alla tattica della guerra lampo (blitzkrieg), valutò che la guerra sarebbe giunta rapidamente alla vittoria dei nazisti, e non poteva lasciare la gloria e l'egemonia dell'Europa ai tedeschi, doveva esserne partecipe da alleato di Hitler. Inoltre diversi territori del bacino mediterraneo e dei Balcani, che non interessavano ai nazisti, erano d'interesse del regime fascista e per citare una dichiarazione di Mussolini "un pungo di morti da usare al tavolo delle trattative" avrebbe fatto da aiuto per perseguire gli obbiettivi dell'espansionismo fascista. Ricordiamo inoltre che l'economia italiana era strettamente legata alla Germania (il 60 % del carbone combustibile arrivava dalla Germania nazista).

#### La "guerra parallela"

La corazzata Cavour parzialmente affondata nella Notte di Taranto dall'aviazione inglese

Così nel 10 Giugno 1940 l'Italia entrò in guerra ufficialmente e già tra il 21 e il 24 Giugno le truppe italiane si scontrarono contro l'esercito francese sulle Alpi occidentali (la Francia si arrese il 22 ai nazisti, Parigi conquistata il 14). Ciò portò allo Stato fascista italiano la sola conquista di una piccola striscia nel sud del Paese, riportando i confini a prima del 1850, con l'esclusione di Nizza. Tra agosto e settembre cominciarono le operazioni in Africa. Il 3 agosto venne attaccata la Somalia Britannica, che venne conquistata il 19 agosto.
Contemporaneamente, a nord, le truppe comandate dal generale Rodolfo Graziani attaccarono gli inglesi stanziati in Egitto e si spinsero fino a Sidi Barrani. Nello stesso momento lo Stato maggiore fascista concentrò le sue mire espansionistiche in Grecia. Più volte bloccati dalla Germania durante l'estate nell'ottobre del 1940 gli italiani cominciarono a muoversi verso la penisola. Pensando di non trovare alcuna resistenza le truppe italiane avanzarono, ma tra novembre e dicembre i greci, aiutati anche dagli inglesi, passarono all'azione e costrinsero gli italiani a ritirarsi in Albania. Anche la flotta italiana subì alcune perdite tra gli uomini e il parziale affondamento della Corazzata Cavour e il danneggiamento di altre due navi a causa di un attacco dell'aviazione inglese al porto di Taranto. Intanto la situazione peggiorò anche in Africa.
Gli insuccessi in Grecia portarono, il 4 dicembre 1940, alle dimissioni di Pietro Badoglio dal ruolo di capo di Stato Maggiore che venne sostituito dal generale Ugo Cavallero. Pochi giorni dopo, tra il 6 e l'16 dicembre gli inglesi intrapresero un'offensiva in Nord Africa, sconfiggendo le truppe italiane e riprendendosi Sidi Barrani e la Baia di Sollum.
Nel febbraio 1941 gli inglesi sconfissero nuovamente gli italiani, in Egitto penetrando anche in Libia nella regione della Cirenaica. Contemporaneamente si registrarono i primi insuccessi anche nelle colonie del corno d'Africa, culminati il 20 maggio con la resa del Duca d'Aosta dopo la battaglia sull'Amba Alagi. In questa occasione all'esercito italiano fu reso l'onore delle armi da parte dei britannici.
Nel marzo ripresero poi le operazioni in Grecia, ma nonostante gli sforzi fatti da Cavallero, l'esercito italiano venne nuovamente sconfitto e questo fatto causò la fine della Guerra parallela, così chiamata da Mussolini.

#### La "guerra subalterna"

Il Regno d'Italia tra il 1941 e il 1943, con la Provincia di Lubiana, la Provincia di Cattaro e il Governatorato di Dalmazia

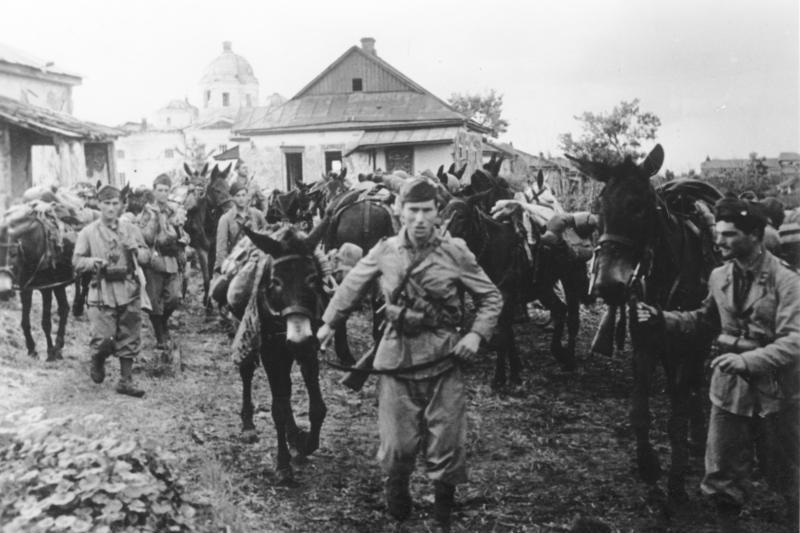
Soldati dell'ARMIR in URSS nel 1942

Nell'aprile 1941 l'Italia partecipò all'invasione del Regno di Jugoslavia assieme alle altre Potenze dell'Asse e alla relativa spartizione del paese balcanico: nelle aree annesse dall'Italia furono istituiti la Provincia di Lubiana, la Provincia del Carnaro, e il Governatorato di Dalmazia; inoltre all'Italia fu concesso anche di mettere nominalmente a capo del neo costituito Stato Indipendente di Croazia un rappresentante di Casa Savoia - l'influenza italiana sullo Stato Indipendente di Croazia si limitò solamente alle zone costiere e, in base ad accordi con il capo del governo croato Ante Pavelić, l'Italia avrebbe avuto per 25 anni il dominio del litorale della Croazia.
L'intervento tedesco nei Balcani fece rinviare la campagna in Russia, che venne intrapresa nel giugno 1941, con l'Operazione Barbarossa. Il governo italiano decise un'ampia partecipazione delle proprie truppe, temendo di avere un ruolo sempre più marginale nella guerra, mandando in azione il Corpo di Spedizione Italiano in Russia al comando del generale Giovanni Messe. Contemporaneamente l'arrivo di Erwin Rommel in Libia vide un netto miglioramento della situazione, ma con il passare dei mesi la scarsità di rifornimenti dovuti all'affondamento di questi da parte degli inglesi stanziati a Malta fece arretrare nuovamente il fronte. In Russia il CSIR vinse alcune battaglie, ma, a partire da ottobre, l'inverno causò vari problemi ai soldati italiani, non muniti di sufficienti protezioni contro il freddo.
Nel 1942 le operazioni italiane si concentrarono in Unione Sovietica e in Africa. In entrambi i fronti, grazie alle truppe tedesche si ebbero frequenti successi: in Russia si conquistarono vasti territori e si arrivò a controllare durante l'estate anche Stalingrado, mentre nel Nordafrica Rommel si spinse in Egitto, conquistando varie città, ma a causa degli attacchi dell'aviazione anglo-americana e dei rinforzi sempre meno frequenti si arrivò a una sconfitta nella battaglia di El Alamein, che segnò la fine delle speranze dell'Asse di conquistare l'Egitto e i campi petroliferi del Medio Oriente. A seguito di questa sconfitta cominciò la ritirata e gli italiani, non muniti di mezzi veloci, vennero sconfitti dagli inglesi, con le divisioni Ariete e Littorio che vennero quasi completamente annientate dalla controffensiva.
La situazione peggiorò poi anche in Russia con l'avvicinarsi dell'inverno, infatti Mussolini non si era curato di rafforzare l'equipaggiamento delle truppe italiane appartenenti all'ARMIR, ex CSIR. Già nell'estate vi erano state pesanti decimazioni nell'esercito italiano e nel dicembre 1942 cominciano le prime pesanti sconfitte, seguite dalla ritirata.

### La caduta del fascismo

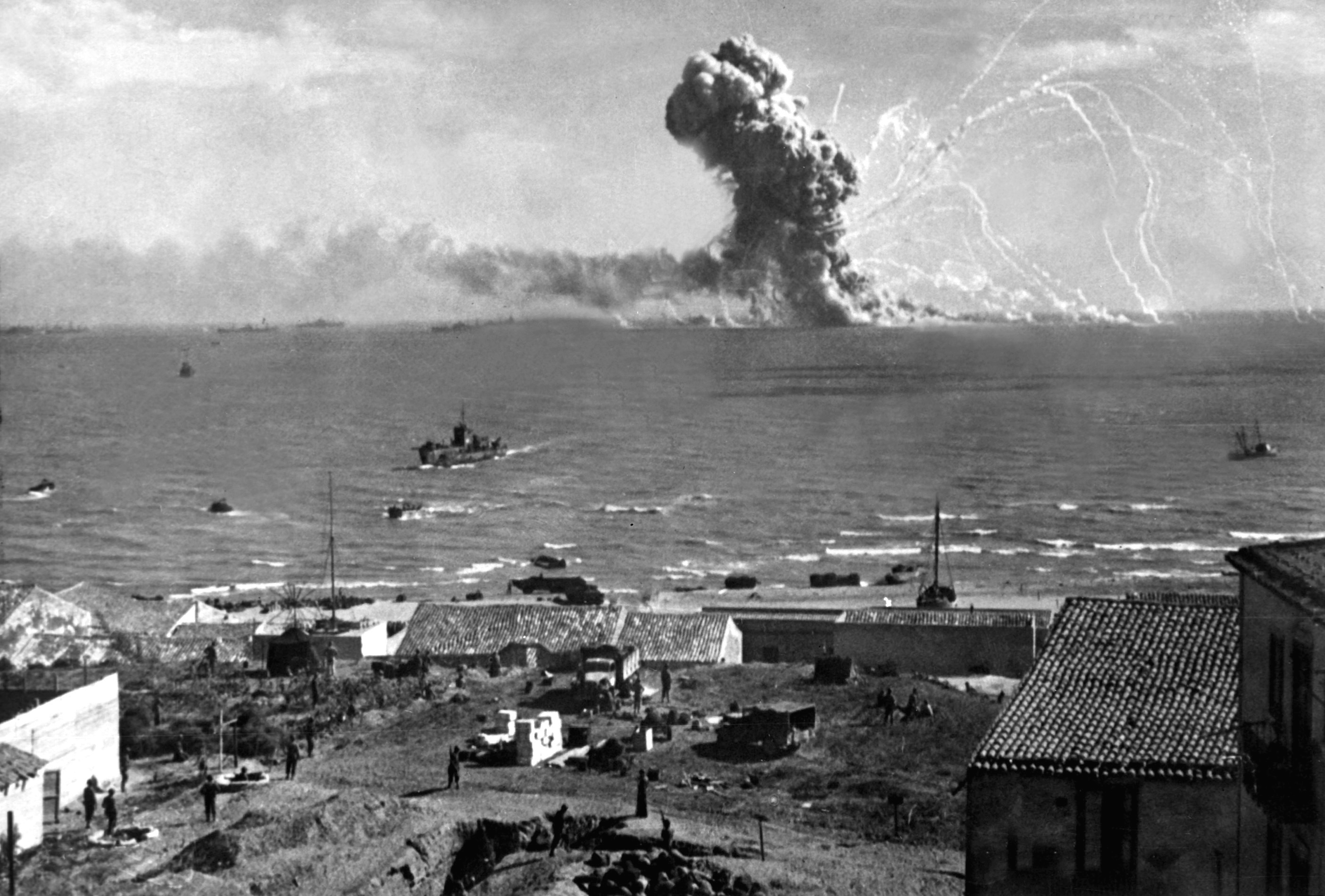
Lo sbarco sbarco in Sicilia a Gela nel luglio 1943

Le sconfitte sia sul fronte africano sia su quello russo causarono in Italia gli scioperi antifascisti e un calo di consensi nei confronti del fascismo e di Mussolini. A maggio venne presa Tunisi, ultimo baluardo dell'esercito regio italiano e poche settimane più tardi anche le isole di Lampedusa e Pantelleria, dando inizio allo Sbarco in Sicilia. Il 10 luglio alcune armate anglo-americane sbarcano in Sicilia, che fu liberata il 17 agosto.
Le difficoltà militari colpirono anche Mussolini. Il 24 luglio si riunì il Gran consiglio del fascismo e il mattino seguente, con la votazione dell'ordine del giorno Grandi, il duce venne sfiduciato. Vittorio Emanuele III decise quindi di sostituirlo a capo del governo con Pietro Badoglio. Proprio mentre si trovava a colloquio con il re, Mussolini fu arrestato: il monarca aveva fatto circondare l'edificio dai carabinieri, e il 26 luglio il duce venne portato a Ponza, in carcere. Successivamente fu trasferito a La Maddalena e quindi il 27 agosto sul Gran Sasso a Campo Imperatore. Intanto il nuovo capo del governo Badoglio, il cui mandato iniziò ufficialmente il 26 luglio 1943, annunciò la continuazione della guerra al fianco dei tedeschi, ma contemporaneamente cominciò a trattare l'armistizio con gli Alleati, che venne firmato a Cassibile il 3 settembre 1943.

## Il crollo dello Stato monarchico (1943-1946)

### Il Regno del Sud e la Repubblica Sociale Italiana

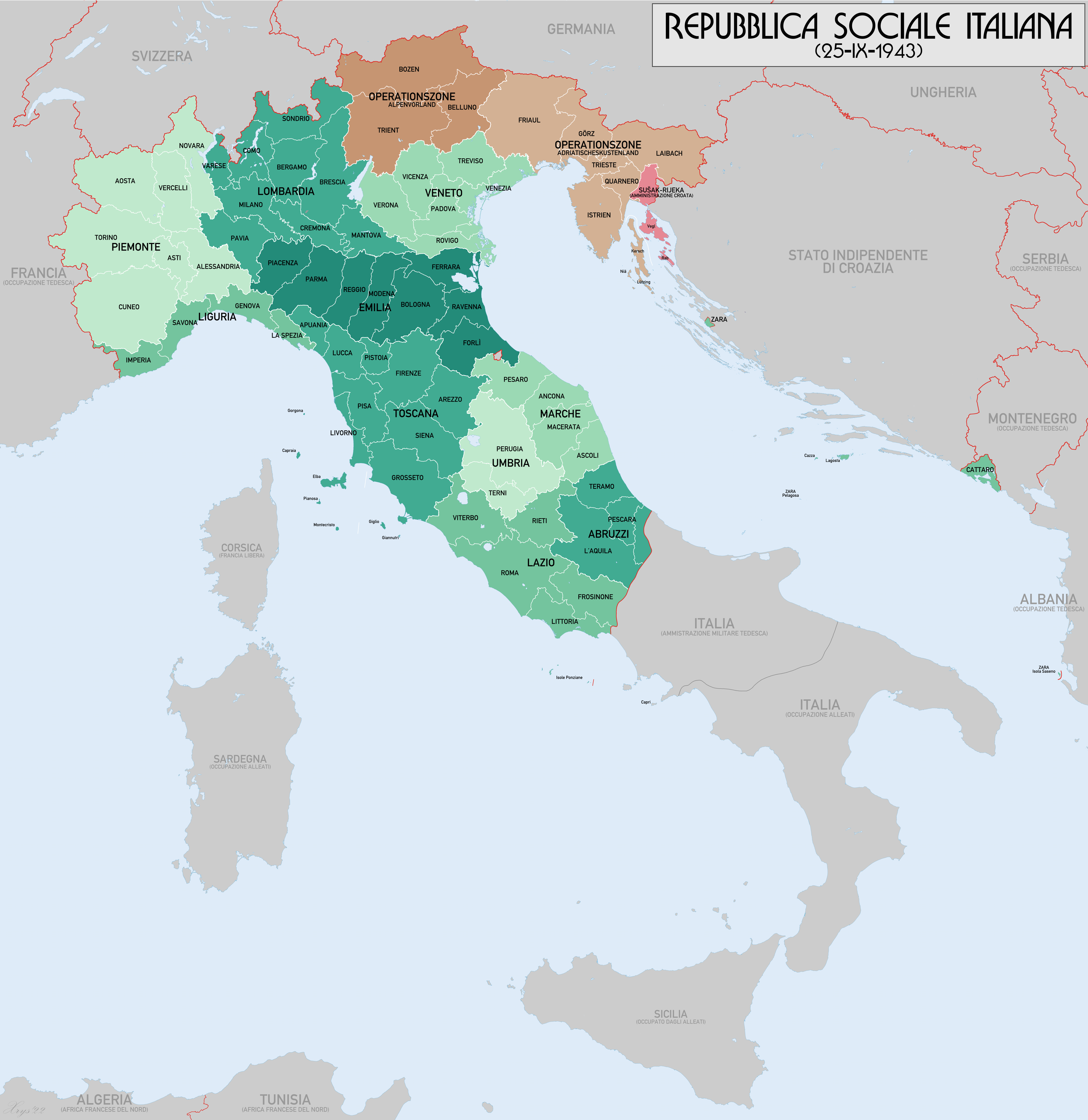
Repubblica Sociale Italiana: le aree segnate in marrone facevano ufficialmente parte della R.S.I. ma erano considerate dalla Germania zone di operazione militare e sottoposte a diretto controllo tedesco.

l'8 settembre 1943 Badoglio annunciò la firma dell'armistizio con le forze Alleate, e il giorno successivo insieme a re Vittorio Emanuele III abbandonò la capitale per fuggire a Brindisi, che divenne sede provvisoria del governo, mentre alcune armate alleate giunsero a Taranto e a Salerno. I tedeschi allora per mantenere il controllo dell'Italia centro settentrionale attuarono l'operazione Achse, catturando 815000 soldati italiani privi di ordini e destinandoli a diversi lager con la qualifica di IMI (Internati Militari Italiani). Il 12 settembre con l'operazione Quercia i tedeschi liberarono Mussolini dal confino, che fu prima condotto a Monaco da Hitler e poi riaccompagnato in Italia, dove il 23 settembre costituì la Repubblica Sociale Italiana (RSI), o Repubblica di Salò, centro amministrativo della RSI. Nel frattempo con l'operazione Nubifragio assunsero il controllo della Venezia Giulia stabilendo la Zona d'operazioni del Litorale adriatico, la stessa sorte toccò anche al Trentino-Alto Adige che fu inserito nella Zona d'operazioni delle Prealpi. L'Italia si trovò così divisa in due: la Repubblica Sociale Italiana sostenuta dai tedeschi al nord, e un Regno del Sud sostenuto dagli Alleati, che il 13 ottobre 1943 aveva dichiarato guerra alla Germania. Nel gennaio del 1944 la sede provvisoria del governo fu trasferita a Salerno. Nella RSI l'11 gennaio 1944 furono fucilati a Verona, dopo un drammatico processo pubblico, gli ex gerarchi fascisti Galeazzo Ciano, Emilio De Bono, Luciano Gottardi, Giovanni Marinelli, Carluccio Pareschi, a seguito della condanna a morte che il tribunale decretò a tutti coloro che avevano votato la sfiducia a Mussolini.

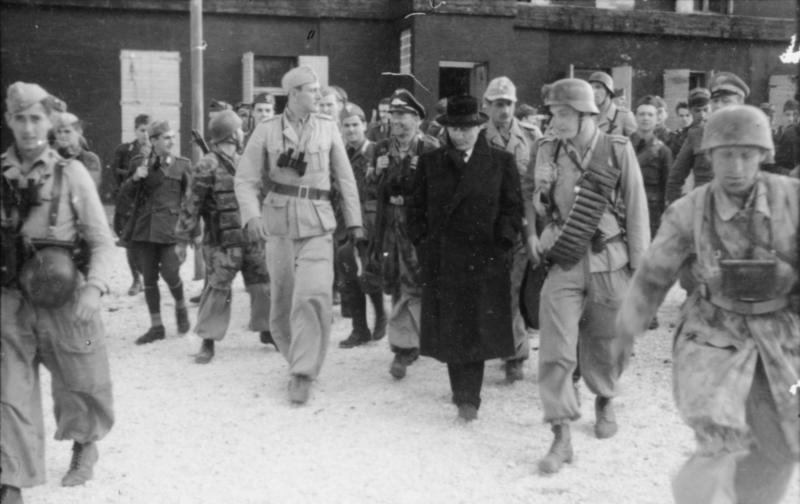
Mussolini con i militari tedeschi durante l'operazione Quercia il 12 settembre 1943

In breve tempo nelle città principali e nelle valli dei territori controllati dai tedeschi si costituirono le prime formazioni partigiane, che si organizzarono nel Comitato di Liberazione Nazionale Alta Italia (CLNAI) e nel Corpo volontari della libertà (CVL). Nella guerra partigiana contro le forze nazifasciste ci furono più aspetti contemporaneamente presenti: la "guerra patriottica e lotta di liberazione" da un invasore straniero, insurrezione popolare spontanea, "guerra civile" tra antifascisti e fascisti, "guerra di classe" con aspettative rivoluzionarie soprattutto da parte dei gruppi partigiani socialisti e comunisti. Tra il 28 settembre e il 1º ottobre 1943 a Napoli i partigiani combatterono le quattro giornate di Napoli. Il 22 gennaio 1944 gli anglo-americani effettuarono lo sbarco di Anzio allo scopo di aggirare le forze tedesche attestate sulla Linea Gustav e di liberare Roma. Il 15 febbraio 1944 dei bombardamenti danneggiarono gravemente l'abbazia di Montecassino. Nel frattempo in tutta la penisola alle azioni guerra partigiana seguirono le rappresaglie nazifasciste, come l'eccidio delle Fosse Ardeatine, reazione all'attentato di via Rasella. Nell'agosto 1944 i partigiani liberarono Firenze, mentre nel novembre dello stesso anno il fronte si stabilizzò lungo la Linea Gotica, ai piedi dell'Appennino tosco-emiliano. A partire dall'estate del 1944 nacquero diverse repubbliche partigiane: tra luglio e agosto la Repubblica di Montefiorino; tra agosto e settembre la Repubblica libera della Carnia; il 10 settembre si formò la Repubblica dell'Ossola, che terminerà il 10 ottobre 1944 (i "40 giorni di libertà"); ad Alba i partigiani presero il potere fra l'ottobre e il novembre del 1944. 

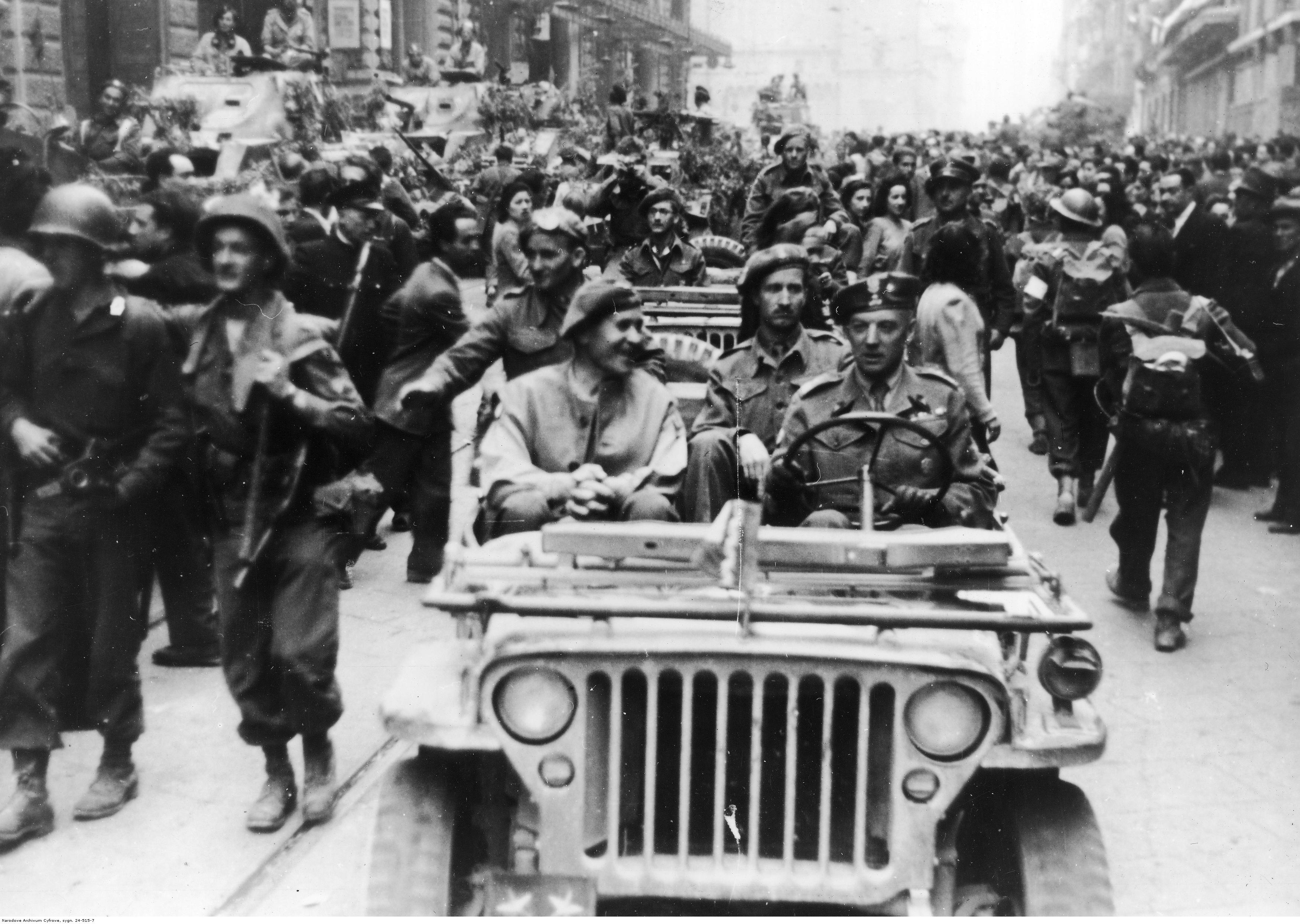
Le truppe alleate a Bologna durante la liberazione il 21 aprile 1945

Nel Regno del Sud, l'ostilità verso Badoglio e il re delle forze politiche antifasciste venne superata dal segretario del Partito Comunista Italiano (PCI) Palmiro Togliatti, che nell'aprile del 1944 con la "svolta di Salerno" acconsentì alla nascita di un secondo governo Badoglio sostenuto da tutti i partiti. Il 5 giugno 1944, il giorno dopo la liberazione di Roma, Vittorio Emanuele III nominò il figlio Umberto Luogotenente Generale del Regno, nel vano tentativo di ritardare il più possibile il momento dell'abdicazione, e in base agli accordi tra le varie forze politiche che formano il Comitato di Liberazione Nazionale (CLN), che prevedevano di «congelare» la questione istituzionale fino al termine del conflitto. Umberto dunque poteva di fatto esercitare le prerogative del sovrano senza tuttavia possedere la dignità di re, che rimaneva a Vittorio Emanuele III, rimasto in disparte a Salerno. Con le dimissioni di Badoglio, il governo Bonomi dovette gestire i rapporti col CLNAI e il e il CVL, che il 24 agosto accettarono di rispettare le disposizioni alleate e di sottostare alle autorità del Regno del Sud. Grazie agli approvvigionamenti ottenuti nell'inverno tra il 1944 e il 1945 in primavera gli alleati lanciarono l'offensiva contro l'esercito tedesco sfondando in più punti la Linea Gotica portando gli alleati alla liberazione di Bologna il 21 aprile 1945. L'arrivo degli alleati a Milano fu anticipato dalla insurrezione partigiana proclamata dal CLN il 25 aprile, due giorni dopo Mussolini cercò la fuga in Svizzera con Claretta Petacci, ma venne riconosciuto dai partigiani a Dongo e giustiziato il giorno dopo a Giulino di Mezzegra, sul lago di Como. Le potenze dell'Asse in Italia capitolarono il 29 aprile 1945, e il 2 maggio il comando tedesco firmò la resa di Caserta delle sue truppe in Italia e per procura anche la resa formale dei reparti della RSI. Il 1º maggio, truppe partigiane jugoslave occupavano Trieste, anticipando le truppe inglesi, che giunsero il 3 maggio. Vittorio Emanuele III abdicò in favore del figlio Umberto il 9 maggio 1946, per ritirarsi in esilio ad Alessandria d'Egitto, dove morì il 28 dicembre 1947.

### La riorganizzazione dello Stato

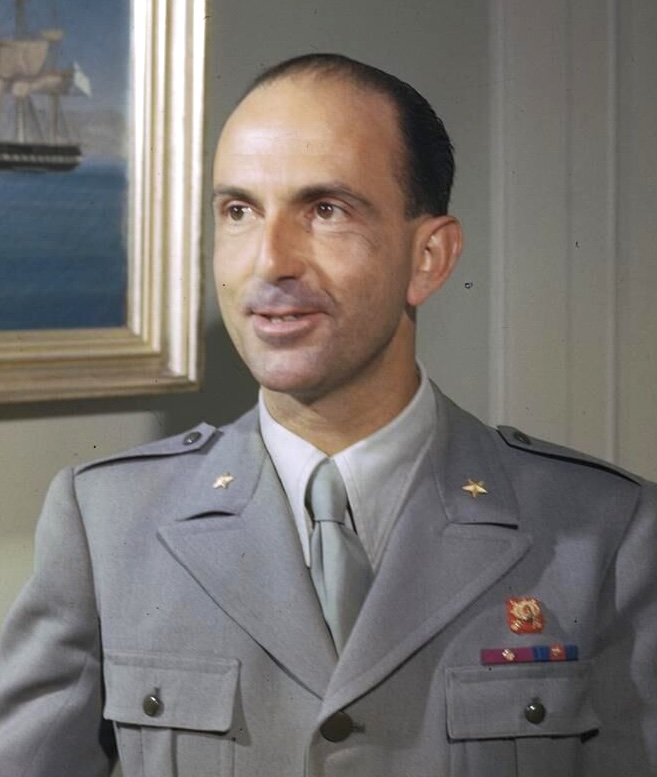
Umberto II, ultimo re d'Italia

Con la fine della guerra l'Italia sottoscrisse il trattato di Parigi acconsentendo a cedere l'Istria e la Dalmazia alla Repubblica Socialista Federale di Jugoslavia, inoltre fu creato il Territorio Libero di Trieste uno stato indipendente suddiviso in due aree: una anglo-americana e l'altra jugoslava. L'occupazione delle forze jugoslave provocò l'esodo giuliano dalmata della popolazione italiana durante il quale oltre il 90% della popolazione di lingua italiana, in quantità stimata tra un minimo 250000 e un massimo 350 000 persone, abbandonò i territori istriani e dalmati; una parte degli esuli emigrò in seguito nelle Americhe o in Australia. L'Italia cedette anche il colle di Briga e il colle di Tenda alla Francia, che durante la guerra aveva tentato di annettere la Valle d'Aosta, riaccorpata il 7 settembre 1945 alla provincia di Torino, e poi ricostituita nella forma di regione autonoma a statuto speciale. L'Isola di Saseno fu restituita all'Albania, il Dodecaneso alla Grecia e furono persi tutti i possedimenti coloniali in Africa, da cui furono rimpatriati oltre 100.000 italiani.
La seconda guerra mondiale lasciò l'Italia con un'economia notevolmente compromessa ed una popolazione politicamente divisa. La fine della guerra vide l'Italia in condizioni critiche: i combattimenti e i bombardamenti aerei avevano ridotto molte città e paesi a cumuli di macerie, le principali vie di comunicazione erano interrotte, il territorio era occupato dalle truppe alleate. Il numero di italiani morti a causa della guerra fu molto elevato: sono stimati tra 415.000 (di cui 330.000 militari e 85.000 civili) e 443.000 morti, stimando che la popolazione italiana all'inizio del conflitto fosse di 43 800 000 persone si arriva conteggiare circa una vittima ogni 100 italiani. In queste condizioni nacque il governo Parri, che dopo pochi mesi fu sfiduciato dalla Democrazia Cristiana (DC) e dal Partito Liberale Italiano (PLI) e sostituito dal governo di Alcide De Gasperi, segretario della DC. Il governo De Gasperi sospese la commissione di epurazione mentre il ministro della giustizia, il segretario del PCI Palmiro Togliatti dispose l'amnistia verso i crimini fascisti.

Prima pagina del Corriere della Sera del 6 giugno 1946

Dopo la fine della guerra si cominciò a mettere in discussione la forma di Stato monarchica. Il re Vittorio Emanuele III tentò di salvare il potere regio abdicando in favore del figlio Umberto II, tuttavia il 2 giugno del 1946 un referendum istituzionale sancì la fine della monarchia e la nascita della Repubblica Italiana; in contemporanea vennero eletti i delegati a un'Assemblea Costituente, col compito di redigere una nuova Costituzione. Per la prima volta nella storia italiana, anche le donne ebbero il diritto al voto. Dalle elezioni emersero tre principali partiti di massa la Democrazia Cristiana (DC), il Partito Comunista Italiano (PCI) e il Partito Socialista Italiano (PSI).  I risultati furono proclamati dalla Corte di cassazione il 10 giugno 1946, mentre il giorno successivo tutta la stampa dette ampio risalto alla notizia. Nella notte fra il 12 e 13 giugno, nel corso della riunione del Consiglio dei ministri, il presidente Alcide De Gasperi, prendendo atto del risultato, assunse le funzioni di Capo provvisorio dello Stato. Re Umberto lasciò volontariamente il Paese il 13 giugno 1946, diretto a Cascais, una città nel sud del Portogallo, senza nemmeno attendere la definizione dei risultati e la pronuncia sui ricorsi, che saranno respinti dalla Corte di Cassazione il 18 giugno 1946, passando così alla storia come il "Re di maggio". Nel lasciare l'Italia, l'ex re lanciò un proclama agli italiani, in cui denunciava "l'atto rivoluzionario" del Governo. Il 1º luglio Enrico De Nicola venne eletto dall'Assemblea Costituente capo provvisorio dello Stato. Il 25 giugno 1946 cominciarono ufficialmente i lavori dell'Assemblea Costituente con Giuseppe Saragat alla presidenza; la nuova costituzione repubblicana entrò in vigore il 1º gennaio 1948.